# Franklin D. Roosevelt
Franklin Delano Roosevelt, Sr. (/ˈroʊzəvəlt/, /-vɛlt/ ROH-zə-velt; 30 tháng 1 năm 1882 – 12 tháng 4 năm 1945), thường được gọi tắt là FDR, là một chính trị gia và luật sư người Mỹ, tổng thống thứ 32 của Hoa Kỳ từ năm 1933 cho đến khi qua đời năm 1945. Là thành viên Đảng Dân chủ, ông là tổng thống duy nhất trong lịch sử Hoa Kỳ đã đắc cử 4 nhiệm kỳ liên tiếp và trở thành nhân vật trung tâm trong các sự kiện thế giới vào nửa đầu thế kỷ 20. Roosevelt đã chỉ đạo chính phủ liên bang trong phần lớn thời kỳ Đại khủng hoảng, thực hiện chương trình nghị sự nội địa New Deal nhằm đối phó với cuộc khủng hoảng kinh tế tồi tệ nhất trong lịch sử Hoa Kỳ. Với tư cách là nhà lãnh đạo thống trị của đảng mình, ông đã xây dựng Liên minh New Deal, một tổ chức định hình nên chủ nghĩa tự do hiện đại ở Hoa Kỳ trong suốt một phần ba thế kỷ 20. Nhiệm kỳ thứ ba và thứ tư của ông bị chi phối bởi Chiến tranh thế giới thứ hai, kết thúc ngay sau khi ông qua đời.
Sinh ra trong gia đình Roosevelt ở Hyde Park, New York, ông tốt nghiệp cả Trường Groton và Đại học Harvard. Roosevelt theo học Trường Luật Columbia, nhưng tại đây ông đã thôi học sau khi vượt qua kỳ thi luật để hành nghề luật sư ở Thành phố New York. Năm 1905, ông kết hôn với người em họ thứ năm của mình, Eleanor Roosevelt. Họ có với nhau sáu người con, trong đó có năm người sống sót đến tuổi trưởng thành. Ông thắng cử vào Thượng viện New York năm 1910, và sau đó làm Phụ tá Bộ trưởng Hải quân dưới thời Tổng thống Woodrow Wilson trong Chiến tranh thế giới thứ nhất. Roosevelt là người đồng tranh cử cùng với James M. Cox đại diện cho Đảng Dân chủ trong cuộc bầu cử tổng thống năm 1920, nhưng Cox đã bị ứng cử viên Đảng Cộng hòa Warren G. Harding đánh bại. Năm 1921, Roosevelt mắc một chứng bệnh gây liệt bán thân, mà khi đó người ta tin rằng đó là bệnh bại liệt, và đôi chân của ông đã bị liệt vĩnh viễn. Trong quá trình hồi phục, Roosevelt đã thành lập một trung tâm điều trị bệnh bại liệt ở Warm Springs, Georgia. Mặc dù không thể đi lại tự do, Roosevelt đã trở lại chính trường sau khi đắc cử chức thống đốc New York vào năm 1928. Ông giữ chức thống đốc từ năm 1929 đến năm 1933, thúc đẩy  kế hoạch chống lại cuộc khủng hoảng kinh tế đang bao vây nước Mỹ.
Trong cuộc bầu cử tổng thống năm 1932, Roosevelt đã đánh bại tổng thống đương nhiệm Herbert Hoover của Đảng Cộng hòa ở một trong những chiến thắng vang dội nhất lịch sử Hoa Kỳ. Nhiệm kỳ tổng thống của Roosevelt bắt đầu vào giữa cuộc Đại khủng hoảng và trong 100 ngày đầu tiên của Quốc hội Hoa Kỳ lần thứ 73, ông là tiên phong trong việc nâng cao năng suất luật pháp liên bang, một điều chưa từng có. Roosevelt đã kêu gọi lập ra các chương trình được thiết kế nhằm mục đích sản xuất hàng cứu trợ, phục hồi và cải cách. Trong năm đầu tiên làm tổng thống, ông bắt đầu thực hiện các chính sách này thông qua một loạt các lệnh hành pháp và luật liên bang được gọi là New Deal. Nhiều chương trình New Deal đã cung cấp hàng cứu trợ cho những người thất nghiệp như Cơ quan Quản lý Phục hồi Quốc gia. Một số chương trình New Deal và luật liên bang khác như Đạo luật Điều chỉnh Nông nghiệp đã cung cấp sự hỗ trợ cho những người nông dân. Roosevelt còn thiết lập nhiều cải cách quy định lớn liên quan đến tài chính, truyền thông và lao động. Ngoài kinh tế, Roosevelt cũng tìm cách hạn chế số lượng tội phạm đang gia tăng do ảnh hưởng của Luật cấm rượu. Sau khi cam kết bãi bỏ nó trong quá trình tranh cử tổng thống, Roosevelt đã thực hiện Đạo luật Giấy phép Bia năm 1933 và thi hành tu chính án thứ 21. Tiền thuế thu được từ việc bán rượu sẽ được chuyển cho các công trình công cộng như một phần của New Deal. Roosevelt nói chuyện trực tiếp với người dân Mỹ trên sóng phát thanh. Trong nhiệm kỳ tổng thống của mình, Roosevelt đã có 30 "bài trò chuyện bên lò sưởi" và là tổng thống Mỹ đầu tiên xuất hiện trên truyền hình. Với nền kinh tế được cải thiện nhanh chóng từ năm 1933 đến năm 1936, Roosevelt đã giành chiến thắng trong cuộc bầu cử tổng thống năm 1936. Bất chấp sự phổ biến của New Deal, nhiều thành viên trong Tòa án tối cao Hoa Kỳ vẫn giữ thái độ bảo thủ và thường xuyên loại bỏ các sáng kiến New Deal. Sau cuộc bầu cử, ông đã tìm cách chống lại điều đó bằng cách vận động hành lang cho Dự luật Cải cách Thủ tục Tư pháp năm 1937 (hay "kế hoạch lấp đầy tòa án"), sẽ giúp mở rộng quy mô của Tòa án tối cao. Dự luật đã bị ngăn cản bởi Liên minh Bảo thủ lưỡng đảng mới vừa được thành lập, liên minh này cũng tìm cách ngăn cản bổ sung thêm luật New Deal; hậu quả là nền kinh tế lâm vào khủng hoảng, kéo theo sự suy thoái trong những năm 1937–1938. Các đạo luật và cơ quan ban ngành khác ở thập niên 1930 được Roosevelt thi hành bao gồm Ủy ban Chứng khoán và Giao dịch, Đạo luật Quan hệ Lao động Quốc gia, Công ty Bảo hiểm Ký thác, Cục An sinh Xã hội và Đạo luật Tiêu chuẩn Công bằng Lao động.
Ông tái đắc cử nhiệm kỳ thứ ba vào năm 1940, khiến ông trở thành tổng thống Hoa Kỳ duy nhất phục vụ hơn hai nhiệm kỳ. Đến năm 1939, một cuộc Thế chiến khác đã nổ ra, Hoa Kỳ phản ứng bằng việc thông qua một loạt dự luật khẳng định sự trung lập và từ chối can thiệp. Mặc dù vậy, Roosevelt đã hỗ trợ ngoại giao và tài chính mạnh mẽ cho Trung Quốc, Vương quốc Anh và cuối cùng là Liên Xô. Sau cuộc tấn công Trân Châu Cảng của Nhật Bản vào ngày 7 tháng 12 năm 1941, sự kiện mà ông gọi là "một ngày sẽ sống trong nỗi ô nhục", Roosevelt đã đưa ra lời tuyên chiến chính thức đối với Nhật Bản. Khi Đức và Ý tuyên chiến với Mỹ để đáp trả, Mỹ chính thức bước vào chiến trường châu Âu. Được sự hỗ trợ của cố vấn cấp cao Harry Hopkins cùng sự ủng hộ mạnh mẽ từ dân chúng trong nước, ông đã hợp tác chặt chẽ với Thủ tướng Anh Winston Churchill, Tổng Bí thư Liên Xô Joseph Stalin và Tổng thống lĩnh Trung Quốc Tưởng Giới Thạch trong việc lãnh đạo khối Đồng Minh chống lại phe Trục. Roosevelt đã giám sát việc vận động nền kinh tế Hoa Kỳ để hỗ trợ chiến tranh và thực hiện chiến lược châu Âu trước tiên, khởi xướng chương trình Lend-Lease và ưu tiên đánh bại Đức trước Nhật Bản. Chính quyền của ông giám sát việc xây dựng Lầu Năm Góc, khởi xướng quá trình phát triển bom nguyên tử đầu tiên trên thế giới và cùng các nhà lãnh đạo Đồng Minh khác đặt nền móng cho Liên Hợp Quốc và các tổ chức hậu chiến khác. Chính dưới sự lãnh đạo thời chiến của ông, Hoa Kỳ đã trở thành một siêu cường trên thế giới.
Roosevelt tiếp tục tái đắc cử trong cuộc bầu cử tổng thống năm 1944 trên nền tảng phục hồi sau chiến tranh. Sức khỏe thể chất của ông bắt đầu giảm sút trong những năm chiến tranh sau đó. Chưa đầy ba tháng sau nhiệm kỳ thứ tư của mình, Roosevelt qua đời vào ngày 12 tháng 4 năm 1945. Phó Tổng thống Harry Truman nhậm chức tổng thống và giám sát việc chấp nhận sự đầu hàng từ phe Trục. Một số hành động của Roosevelt đã vấp phải sự chỉ trích, chẳng hạn như việc ông ra lệnh di dời và giam giữ những người Mỹ gốc Nhật, cũng như quyết định phá vỡ truyền thống bằng việc tranh cử nhiệm kỳ thứ ba. Tuy nhiên, ông luôn được những học giả, nhà khoa học chính trị và sử gia xếp hạng là một trong ba vị tổng thống Hoa Kỳ vĩ đại nhất, bên cạnh George Washington và Abraham Lincoln.

## Thiếu thời
Franklin Delano Roosevelt sinh ngày 30 tháng 1 năm 1882 tại thị trấn Hyde Park thuộc thung lũng sông Hudson, tiểu bang New York. Ông là con của doanh nhân James Roosevelt I và người vợ thứ hai, Sara Ann Delano đều xuất thân từ những gia đình giàu có lâu đời ở tiểu bang New York. Họ nội của Franklin là người gốc Hà Lan trong khi họ ngoại đến từ Pháp. Franklin là người con duy nhất của gia đình.
Họ Roosevelt có nguồn gốc từ tiếng Hà Lan "van Rosevelt", nghĩa là "cánh đồng hoa hồng".
Roosevelt lớn lên trong một môi trường sống với nhiều đặc quyền. Bà nội của Franklin, Mary Rebecca Aspinwall, là chị em họ với Elizabeth Kortright Monroe, phu nhân tổng thống thứ năm của Hoa Kỳ, James Monroe. Còn ông ngoại của Franklin, Warren Delano, Jr., là hậu duệ của những nhà lập quốc đến đất Mỹ trên tàu Mayflower, Richard Warren, Isaac Allerton, Degory Priest, và Francis Cooke, từng làm giàu nhờ buôn nha phiến tại Trung Hoa.
Sara là bà mẹ độc đoán, trong khi James là ông bố xa cách (James đã 54 tuổi khi Franklin chào đời). Sara có nhiều ảnh hưởng trên chàng thanh niên Franklin. Các chuyến đi thường xuyên đến Âu châu giúp Franklin thông thạo tiếng Đức và tiếng Pháp. Cậu cũng học cách cưỡi ngựa, bắn súng, chèo thuyền, chơi pô-lô và tennis trên sân cỏ.
Roosevelt đến học tại trường nội trú Groton thuộc giáo hội Anh giáo tại tiểu bang Massachusetts. Tại đây, Franklin tiếp nhận ảnh hưởng của hiệu trưởng Endicott Peabody, người đã dạy cho cậu hiểu rằng nghĩa vụ của người tín hữu Cơ Đốc là giúp đỡ người kém may mắn, ông cũng khuyến khích học sinh tham gia tích cực vào các hoạt động cộng đồng. Roosevelt hoàn tất chương trình cử nhân tại trường đại học Harvard (Harvard College là một trường thuộc viện Đại học Harvard). Đang lúc học ở Harvard, người chú của Franklin là Theodore Roosevelt đắc cử tổng thống; chính phong thái lãnh đạo cương quyết của Theodore và nhiệt tâm cải cách đã biến ông thành hình mẫu lý tưởng và nhân vật anh hùng trong mắt Franklin. Năm 1902, Franklin gặp vợ tương lai của mình là Anna Eleanor Roosevelt, cháu gái của Theodore trong một buổi tiếp tân tại Nhà Trắng. Eleanor là cháu gái họ năm đời của FDR. Cả hai đều là hậu duệ của một người Hà Lan tên Claes Martensz van Rosenvelt (Roosevelt) đến vùng đất New Amsterdam (nay là Manhattan của thành phố New York) từ Hà Lan trong thập niên 1640. Hai người cháu của Rosenvelt (Roosevelt), Johannes và Jacobus, là tổ phụ của hai chi tộc họ Roosevetl tại Long Island và sông Hudson theo thứ tự vừa kể. Eleanor và Theodore là hậu duệ của tộc Johannes trong khi FDR thuộc tộc Jacobus. Franklin và Eleanor kết hôn năm 1905, hai năm sau lần gặp gỡ đầu tiên.
Năm 1905, FDR vào trường luật Columbia nhưng không bao giờ tốt nghiệp. Sau khi qua được kỳ thi sát hạch của Luật sư đoàn tiểu bang New York năm 1907, Roosevelt quyết định bỏ học. Năm 1908, Roosevelt đến làm việc cho một tập đoàn nhiều uy tín ở Wall Street – Carter, Ledyard and Milburn – chuyên về luật công ty.

### Hôn nhân và gia đình

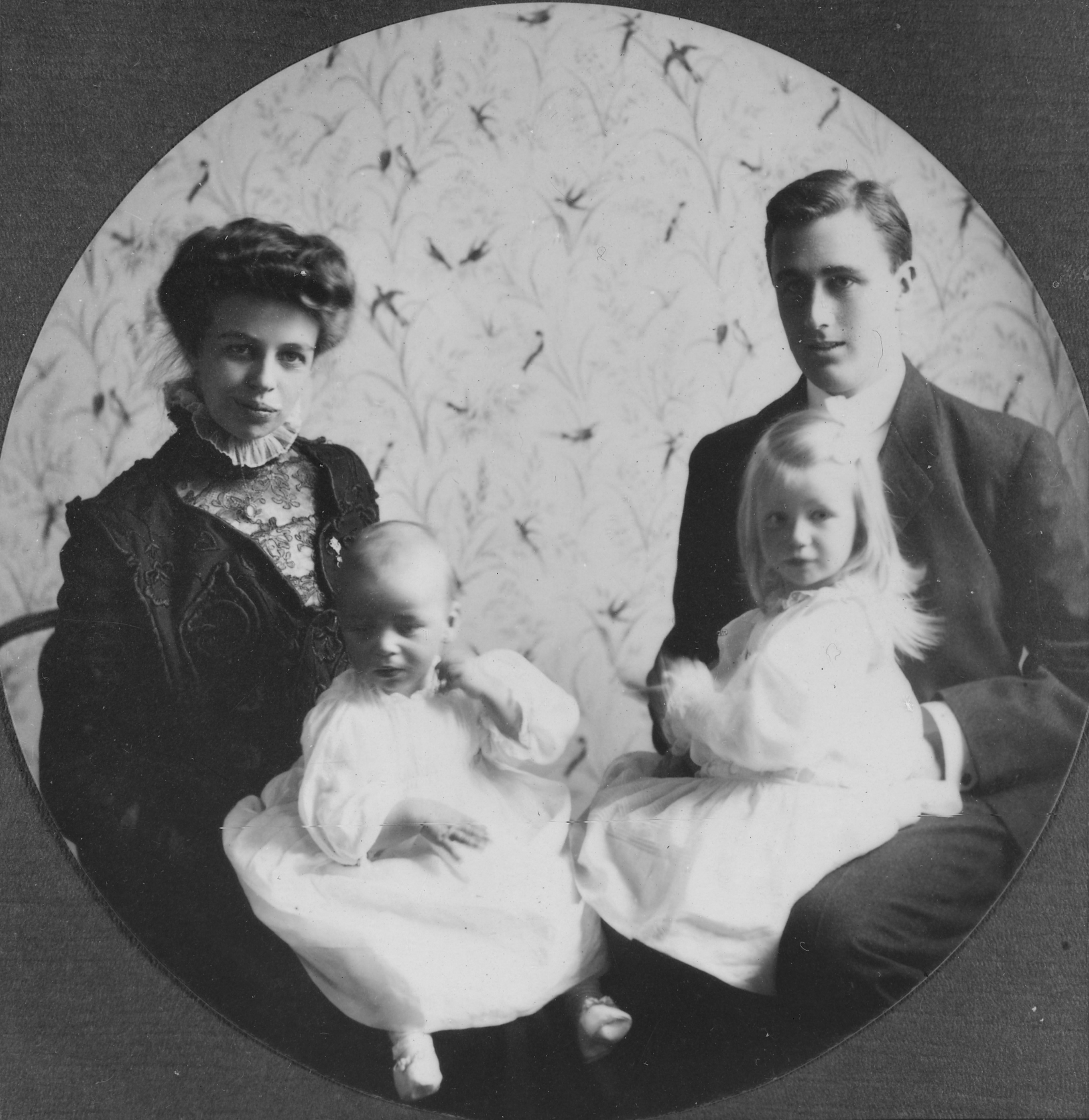
Eleanor và Franklin với hai người con đầu lòng của họ, 1908

Roosevelt quyết định kết hôn với Eleanor trước sự chống đối quyết liệt của mẹ FDR. Hôn lễ tổ chức ngày 17 tháng 3 năm 1905 có sự hiện diện của Theodore Roosevelt như là người thay mặt người cha đã quá cố của cô dâu. Cặp vợ chồng mới cưới dọn đến sống trong ngôi nhà do mẹ của Roosevelt mua tặng. Bà thường xuyên đến thăm họ, nhiều đến nỗi khiến Eleanor mệt mỏi. Roosevelt là một chàng trai tuấn tú, tài hoa và giỏi giao tiếp. Ngược lại, Eleanor kín đáo và không thích đời sống xã hội, lúc đầu cô chỉ muốn chăm sóc nhà cửa và nuôi dạy con cái. Họ có sáu người con:
- Anna Eleanor (1906–1975),
- James (1907–1991),
- Franklin Delano, Jr. (3 tháng 3 năm 1909– 7 tháng 11 năm 1909),
- Elliott (1910–1990),
- Franklin Delano, Jr. (1914–1988)
- John Aspinwall (1916–1981).

Một người con mất khi chưa tròn 1 tuổi. Năm người con còn lại trải qua cuộc sống xáo trộn, bị lu mờ vì sự nổi tiếng của ông bố và bà mẹ. Năm người này có cả thảy 19 lần kết hôn, 15 lần ly dị và sinh 29 người con. Cả bốn người con trai đều là sĩ quan quân đội tham gia Chiến tranh thế giới thứ hai, tất cả đều được tặng thưởng huân chương biểu dương sự dũng cảm của họ trên chiến trường. Hai người được bầu vào Hạ viện Hoa Kỳ: FDR, Jr. phục vụ ba nhiệm kỳ, đại diện khu vực phía tây Thượng Manhattan. Còn James phục vụ 6 nhiệm kỳ, đại diện khu quốc hội số 26 của tiểu bang California. Tuy nhiên không có ai đắc cử vào chức vụ cao hơn mặc dù nhiều lần thử sức.
Roosevelt còn có những mối quan hệ lãng mạn bên ngoài hôn nhân. Một trong những mối quan hệ này là với cô thư ký của Eleanor, Lucy Mercer, chỉ một thời gian ngắn sau khi Mercer đến nhận việc vào đầu năm 1914. Tháng 9 năm 1918, nhờ những bức thư tình tìm thấy trong hành lý của Franklin mà Eleanor phát hiện ra mối quan hệ này. Eleanor đến gặp chồng với những bức thư trên tay và yêu cầu ly dị. Qua trung gian của Louis Howe, một cố vấn của Franklin, hai người hòa giải với nhau, nhưng trong thời gian còn lại của cuộc hôn nhân, Eleanor đến sống một mình trong một ngôi nhà ở Hyde Park tại Valkill."

## Sự nghiệp chính trị ban đầu (1910–1920)

### Thượng nghị sĩ bang New York (1910–1913)

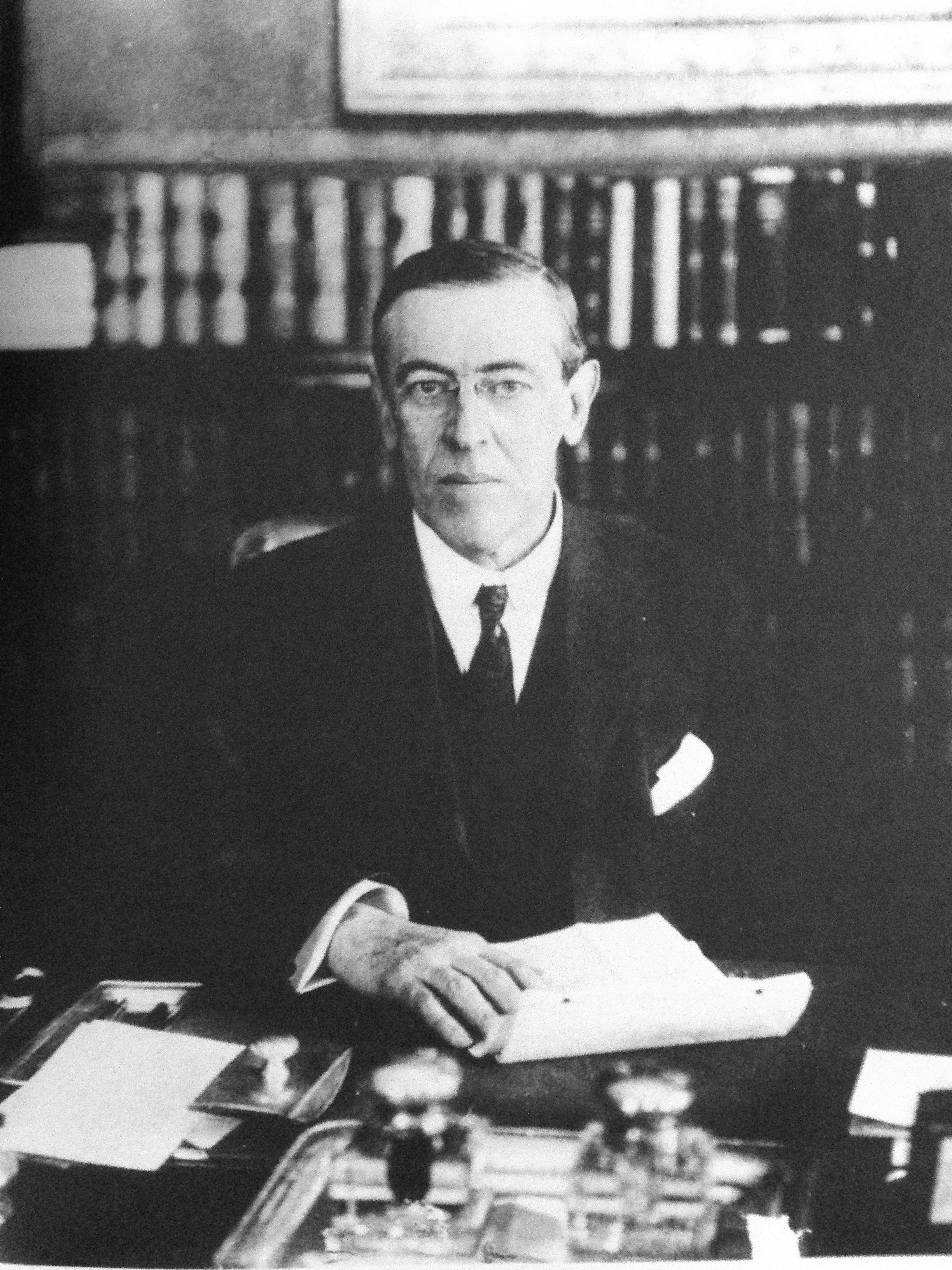
Roosevelt ủng hộ Thống đốc Woodrow Wilson trong cuộc bầu cử tổng thống năm 1912.

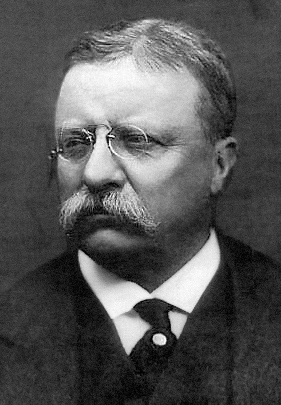
Theodore Roosevelt là anh họ xa của Franklin Roosevelt và cũng là người có tầm ảnh hưởng quan trọng đến sự nghiệp của ông.

Năm 1910, Roosevelt tranh cử vào Thượng viện tiểu bang New York, đại diện cho một khu vực thuộc Quận Dutchess. Đây là một khu vực bao quanh thị trấn Hyde Park mà từ năm 1884 chưa có một ứng viên Đảng Dân chủ nào đắc cử ở đây. Tham gia cuộc đua, Roosevelt là hình ảnh gắn kết với sự giàu có, đặc quyền và ảnh hưởng tại Hudson Valley. Chiến thắng vang dội của Đảng Dân chủ năm ấy đã đưa Roosevelt đến thủ phủ tiểu bang là Albany. Roosevelt nhậm chức ngày 1 tháng 1 năm 1911 và trở thành thủ lĩnh nhóm "phản loạn" chống đối bộ máy chính trị "Tammany Hall" (nhóm chính trị thuộc Đảng Dân chủ luôn đóng vai trò chính kiểm soát chính trường thành phố New York) là nhóm đang chi phối Đảng Dân chủ của tiểu bang. Cuộc bầu cử Thượng viện Hoa Kỳ được bắt đầu với việc bầu cử sơ bộ của Đảng Dân chủ vào ngày 16 tháng 1 năm 1911 có kết quả bế tắc vì sự tranh giành của hai phe phái trong 74 ngày. Ngày 31 tháng 3, James A. O'Gorman được bầu và Roosevelt đạt được mục tiêu của mình: đó là chọc giận bộ máy chính trị Tammany Hall bằng cách ngăn chặn người mà nhóm này chọn lựa làm ứng cử viên là William F. Sheehan. Chẳng bao lâu sau đó, Roosevelt trở nên một khuôn mặt quen thuộc đối với các Đảng viên Dân chủ New York. Ông tái đắc cử nhiệm kỳ hai trong cuộc bầu cử tiểu bang năm 1912 nhưng từ chức thượng nghị sĩ tiểu bang vào ngày 17 tháng 3 năm 1913 để nhận bổ nhiệm làm Trợ tá Bộ trưởng Hải quân Hoa Kỳ.

### Phụ tá Bộ trưởng Hải quân (1913–1919)

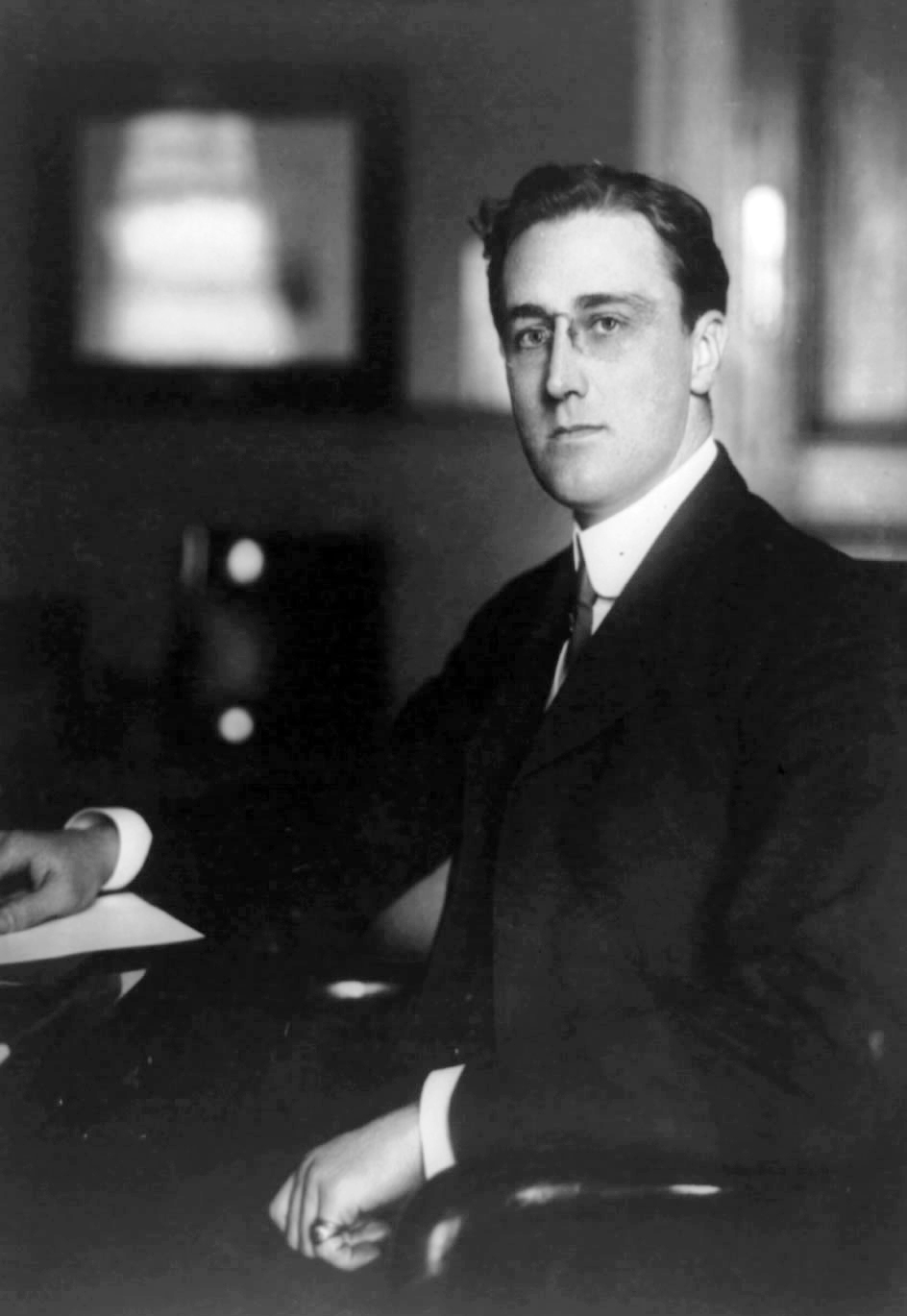
Roosevelt với tư cách Phụ tá Bộ trưởng Hải quân, 1913

Năm 1913, Woodrow Wilson bổ nhiệm Roosevelt vào chức vụ Phụ tá Bộ trưởng Hải quân Hoa Kỳ, phục vụ dưới quyền của Bộ trưởng Josephus Daniels. Năm 1914, Roosevelt thất bại trước James W. Gerard, một người được nhóm Tammany Hall ủng hộ, trong cuộc bầu cử sơ bộ của Đảng Dân chủ tìm ứng viên cho cuộc chạy đua vào Thượng viện Hoa Kỳ. Trong vai trò phụ tá, Roosevelt tích cực hoạt động nhằm mở rộng quân chủng Hải quân và thành lập lực lượng Hải quân Trù bị. Tổng thống Wilson gửi lực lượng Hải quân và Thủy quân Lục chiến can thiệp vào các quốc gia vùng Trung Mỹ và Caribbe. Trong một loạt các bài diễn văn đọc  chiến dịch vận động tranh cử chức vụ Phó Tổng thống vào năm 1920, Roosevelt tuyên bố rằng, với tư cách Phụ tá Bộ trưởng Hải quân, chính ông đã soạn bản hiến pháp mà Hoa Kỳ áp đặt cho Haiti năm 1915.
Tình cảm đặc biệt của Roosevelt đối với Hải quân dần dần phát triển và kéo dài suốt cuộc đời ông. Tại Bộ Hải quân, ông đã thể hiện tài năng lớn trong kỹ năng quản trị cũng như mau chóng học biết cách đàm phán với giới lãnh đạo Quốc hội và các bộ ngành khác trong chính phủ để vận động thông qua ngân sách. Ông là người nhiệt tình ủng hộ phương sách sử dụng tàu ngầm như là một loại công cụ hữu hiệu nhằm đối phó với hiểm họa bị tấn công bởi tàu ngầm Đức nhắm vào tàu thủy của phe Đồng minh: ông đề xuất việc xây dựng hàng rào thủy lôi ở Biển Bắc từ Na Uy đến Scotland. Mùa hè năm 1918, Roosevelt đến châu Âu để thị sát các căn cứ hải quân và gặp gỡ các quan chức Pháp và Anh. Vào tháng 9, ông trở về Hoa Kỳ trên tàu USS Leviathan. Trong chuyến hành trình kéo dài 11 ngày, đại dịch cúm đã tấn công và giết chết nhiều người trên tàu. Roosevelt bị bệnh nặng do cúm và biến chứng viêm phổi, nhưng đã bình phục vào thời điểm con tàu cập bến New York. Sau khi Đức ký hiệp định đình chiến vào tháng 11 năm 1918, Daniels và Roosevelt giám sát việc giải ngũ của Hải quân. Đi ngược lại lời tham mưu của các sĩ quan lớn tuổi như Đô đốc William Benson—người đã tuyên bố rằng ông không thể "hình dung được không quân có thể được sử dụng trong hạm đội vào việc gì"—Roosevelt đích thân ra lệnh duy trì Sư đoàn Hàng không trực thuộc Hải quân. Khi nhiệm kỳ của Wilson gần kết thúc, Roosevelt lên kế hoạch cho chiến dịch tranh cử tiếp theo của mình. Ông đã tiếp cận Herbert Hoover về việc tranh cử cho vị trí ứng cử viên tổng thống của Đảng Dân chủ, còn Roosevelt là liên danh tranh cử.

### Vận động tranh cử phó tổng thống (1920)

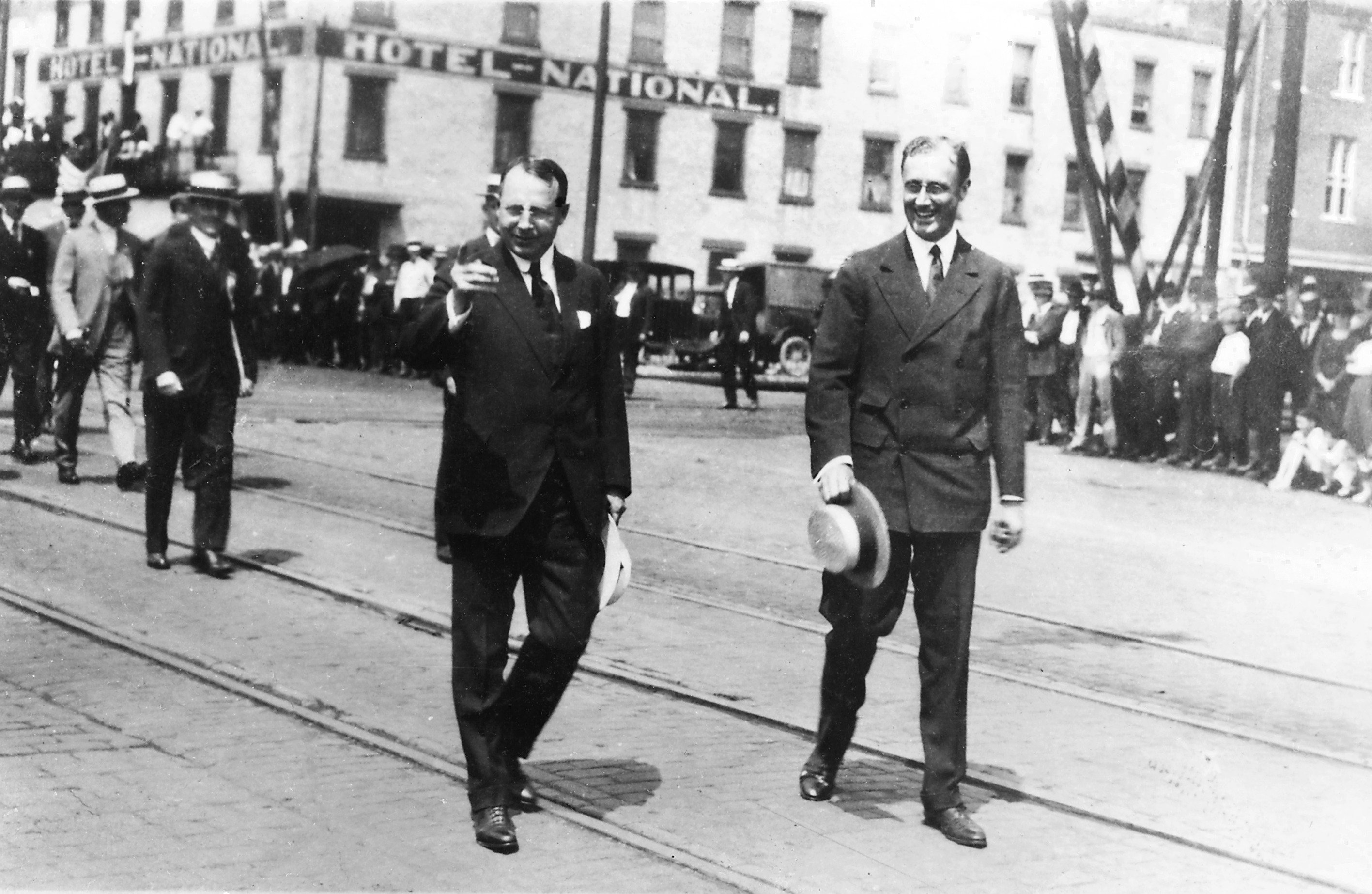
Cox và Roosevelt tại Ohio, 1920

Đại hội Đảng toàn quốc năm 1920 của Đảng Dân chủ chọn Roosevelt là ứng viên Phó Tổng thống Hoa Kỳ trong liên danh tranh cử tổng thống của Thống đốc tiểu bang Ohio là James M. Cox. Tuy nhiên liên danh tranh cử của Cox-Roosevelt bị liên danh tranh cử của phe Cộng hòa là Warren G. Harding đánh bại thảm hại trong cuộc bầu cử tổng thống. Lúc đó Roosevelt trở về hành nghề pháp lý tại New York và gia nhập Câu lạc bộ Civitan New York vừa mới được thành lập, nhưng ít có ai nghĩ rằng một ngày không xa ông sẽ quay trở lại tranh cử vào một chức vụ công.

### Bệnh bại liệt và tái xuất chính trị (1921–1928)
Trong lúc đang đi nghỉ ở Đảo Campobello vào tháng 8 năm 1921, Roosevelt bị nhiễm bệnh mà theo các bác sĩ của ông tin là bệnh bại liệt, dẫn đến tình trạng bị bại liệt hoàn toàn và vĩnh viễn từ thắt lưng trở xuống. Trong quãng đời còn lại, ông không bao giờ chấp nhận mình bị bại liệt vĩnh viễn. Ông cố thử nhiều cách trị liệu vật lý, kể cả thủy liệu pháp (hydrotherapy). Trong năm 1926, ông mua một khu nghỉ dưỡng ở Warm Springs, Georgia. Tại đây ông thành lập một trung tâm thủy liệu pháp cho bệnh nhân bại liệt. Trung tâm này vẫn còn hoạt động cho đến ngày nay với tên gọi Viện Phục hồi Roosevelt Warm Springs. Sau khi trở thành Tổng thống Hoa Kỳ, Roosevelt giúp thành lập Quỹ Quốc gia cho Trẻ em bại liệt, ngày nay được gọi là "March of Dimes" (tạm dịch: cuộc đi bộ của tiền kim loại 10 xu). Chính vì sự lãnh đạo của ông trong tổ chức này nên hình ông được khắc trên đồng tiền kim loại 10 xu (tại Hoa Kỳ gọi là dime).
Thời ấy, cuộc sống riêng tư của các nhân vật của công chúng không bị soi mói cặn kẽ như ngày nay nên ông có thể thuyết phục nhiều người nghĩ rằng sức khỏe của ông đã khá hơn nhiều, cũng như tin rằng ông có thể gánh vác trọng trách quốc gia lần nữa. Với những thanh sắt kẹp vào hông và chân, Roosevelt tự mình tập bước đi trong những khoảng cách ngắn với sự trợ giúp của một cây gậy. Trong chỗ riêng tư ông sử dụng một chiếc xe lăn, nhưng không bao giờ để công chúng thấy hình ảnh ông ngồi trên xe lăn. Roosevelt thường xuất hiện trước công chúng trong tư thế đứng thẳng người với một phụ tá hoặc một trong các con trai của ông đứng kế bên. Chiếc xe hơi của ông có bộ điều khiển tay được thiết kế đặc biệt giúp ông dễ dàng lái xe.
Năm 2003, một cuộc nghiên cứu chuyên ngành cho thấy căn bệnh của Roosevelt rất có thể là hội chứng Guillain-Barré, chứ không phải là bệnh bại liệt. Tuy nhiên, vì tủy sống của Roosevelt không được kiểm nghiệm nên nguyên nhân gây ra căn bệnh bại liệt của ông có thể chẳng bao giờ được xác định rõ ràng.

## Thống đốc bang New York (1929–1932)

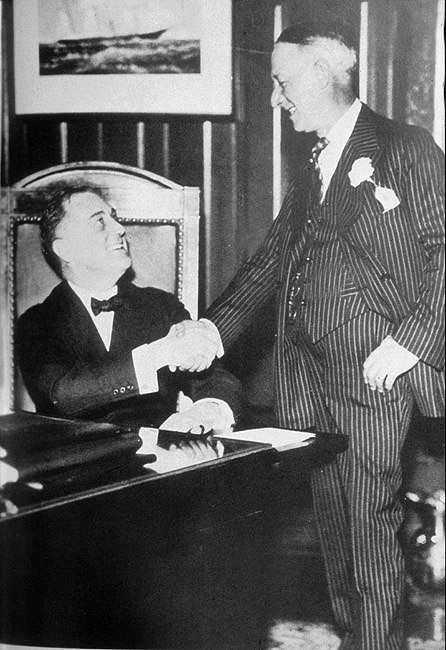
Thống đốc Roosevelt cùng với Al Smith chụp hình tại thủ phủ Albany, New York, 1930.

Roosevelt duy trì liên lạc và hàn gắn rào cản cách biệt với Đảng Dân chủ trong suốt thập niên 1920, đặc biệt là tại New York. Mặc dù ông vẫn có tên trong thành phần chống đối bộ máy chính trị Tammany Hall của Thành phố New York nhưng ông giảm nhẹ thái độ của mình. Ông giúp Alfred E. Smith đắc cử thống đốc tiểu bang New York năm 1922, và thậm chí ông còn là một người ủng hộ tích cực cho Smith chống lại người cháu họ của mình là Đảng viên Cộng hòa Theodore Roosevelt, Jr. năm 1924. Roosevelt đã đọc diễn văn đề cử Smith trong các đại hội toàn quốc của Đảng Dân chủ năm 1924 và 1928. Với tư cách là ứng viên tổng thống của Đảng Dân chủ trong cuộc bầu cử tổng thống vào năm 1928, Smith đáp lại bằng cách yêu cầu Roosevelt ra tranh cử chức thống đốc tiểu bang New York năm 1928. Trong khi Smith thất cử tổng thống một cách thảm bại, thậm chí thua tại ngay tiểu bang nhà của mình thì Roosevelt đắc cử thống đốc với tỉ lệ sít sao.
Trong vai trò một thống đốc cải cách, ông lập ra một số chương trình xã hội mới, được Frances Perkins và Harry Hopkins cố vấn.
Trong cuộc vận động tái tranh cử năm 1930, Roosevelt cần sự thiện chí của nhóm Tammany Hall ở Thành phố New York; Tuy nhiên, đối thủ của ông thuộc Đảng Cộng hòa là Charles H. Tuttle đã nêu chuyện tham nhũng của nhóm Tammany Hall ra làm vấn đề tranh cử. Khi bầu cử sắp đến, Roosevelt ra lệnh điều tra việc mua bán các chức vụ tư pháp. Ông đắc cử nhiệm kỳ hai với con số cách biệt khoảng 700.000 phiếu.

## Bầu cử Tổng thống năm 1932

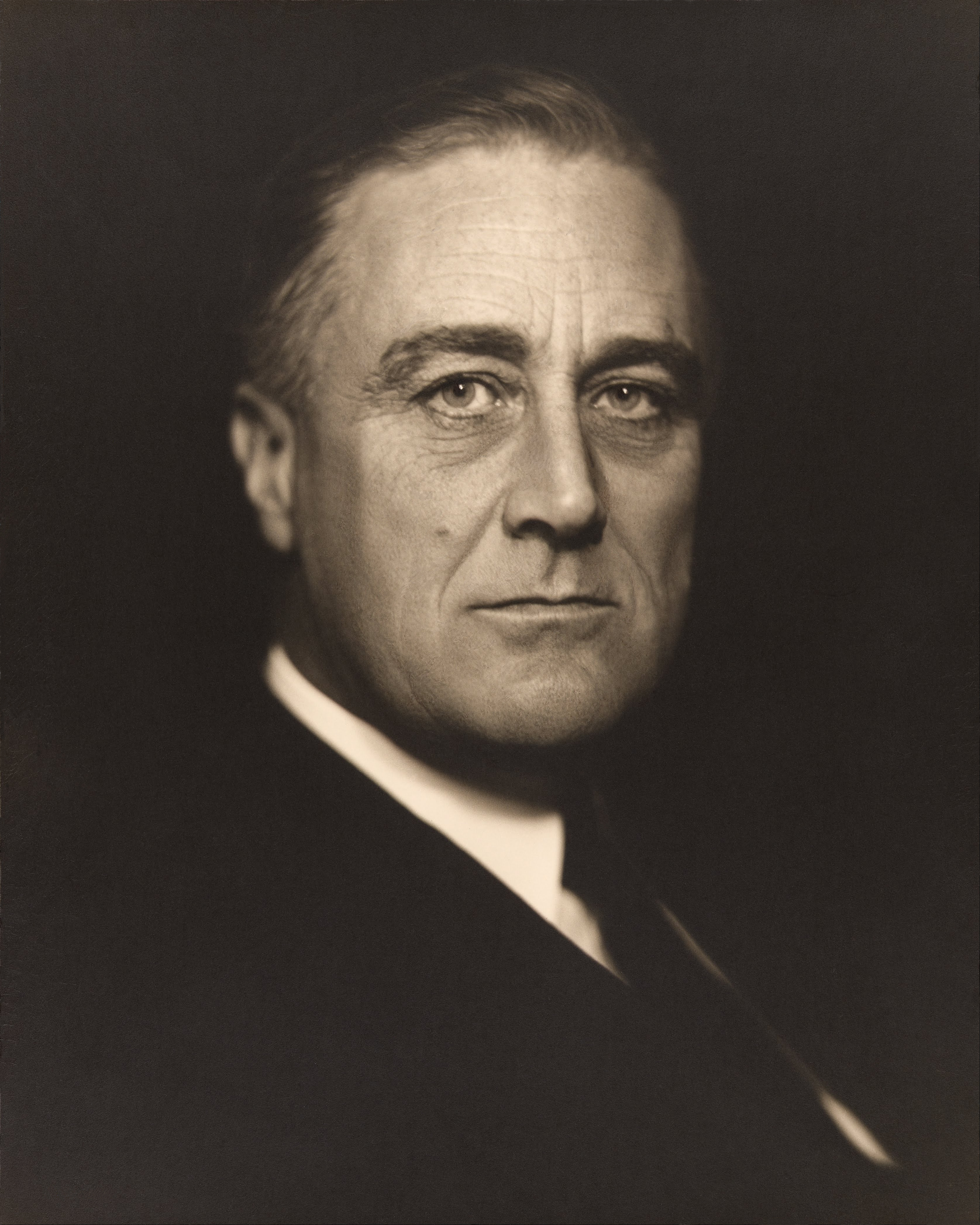
Roosevelt vào đầu những năm 1930

Nhờ hậu thuẫn của tiểu bang đông dân nhất mà Roosevelt trở thành ứng viên sáng giá trong cuộc chạy đua tranh sự đề cử của Đảng Dân chủ. Song cuộc đua trở nên quyết liệt hơn khi có những dấu hiệu cho thấy tổng thống đương nhiệm, Herbert Hoover, sẽ thất bại trong kỳ bầu cử tổng thống năm 1932. Al Smith được một số đại gia thành phố hậu thuẫn nhưng mất quyền kiểm soát Đảng Dân chủ tại tiểu bang New York vào tay Roosevelt. Roosevelt tự xây dựng một liên minh toàn quốc với những đồng minh riêng của mình như trùm báo chí William Randolph Hearst, lãnh tụ cộng đồng Ái Nhĩ Lan Joseph P. Kennedy và nhà lãnh đạo tiểu bang California William G. McAdoo. Khi nhà lãnh đạo tiểu bang Texas John Nance Garner quay sang ủng hộ FDR thì vị lãnh đạo này được đề cử vào chức vụ phó tổng thống trong liên danh tranh cử của Roosevelt.
Trong bài diễn văn nhận đề cử của Đảng Dân chủ, ông tuyên bố:
| “                        | Khắp nơi trên toàn quốc, đàn ông cũng như phụ nữ, những người từng bị lãng quên vì triết lý chính trị của chính phủ, đang nhìn về chúng ta ở nơi đây để chờ đợi sự dẫn dắt và chờ đợi cơ hội công bằng hợp lý hơn để chia phần sự thịnh vượng của quốc gia... Tôi xin cam kết với các bạn, tôi xin cam kết với bản thân mình một đối sách mới (a new deal) cho nhân dân Mỹ... Đối sách này hơn hẳn một cuộc vận động chính trị. Nó là một lời hiệu triệu cho một cuộc đấu tranh. | ” |
| — Franklin D. Rooseveltt | |   |

Cuộc vận động tranh cử được tiến hành dưới cái bóng của Đại khủng hoảng và cái liên minh mới mà cuộc vận động tranh cử đã tạo nên. Roosevelt và Đảng Dân chủ tổng động viên một phạm vi rộng lớn các tầng lớp xã hội bao gồm người nghèo cũng như các công đoàn lao động, sắc dân thiểu số, người thành thị, và người da trắng miền Nam Hoa Kỳ để tạo nên liên minh New Deal. Trong suốt thời gian tranh cử, Roosevelt thường nói: "Tôi xin cam kết với các bạn, Tôi xin cam kết với bản thân mình một đối sách mới ( a new deal) cho nhân dân Mỹ". Câu nói này đã tạo ra một khẩu hiệu mà sau đó được dùng làm tên cho chương trình hành động của chính phủ ông cũng như liên minh mới của ông.

Kết quả bầu cử năm 1932

Nhà kinh tế học Marriner Eccles quan sát thấy rằng "Trong các giai đoạn phát triển sau đó của cuộc vận động tranh cử, các bài diễn văn tranh cử đọc giống như có nhiều chỗ sai sót mà trong đó cả Roosevelt và Hoover thường đọc các hàng chữ của nhau." Roosevelt tố cáo Hoover thất bại phục hồi thịnh vượng hoặc thậm chí thất bại trong việc kìm hãm đà xuống dốc của nền kinh tế. Ông mỉa mai con số thâm thủng ngân sách khổng lồ của Hoover. Roosevelt vận động tranh cử theo cương lĩnh của Đảng Dân chủ với chủ trương "cắt giảm mạnh và ngay tức khắc tất cả chi tiêu công cộng", "bãi bỏ các cơ quan và các Ủy ban vô dụng, kết hợp lại các cơ quan văn phòng và loại trừ lãng phí quan liêu." Ngày 23 tháng 9, Roosevelt đưa ra nhận định u ám rằng "bộ máy công nghiệp của chúng ta được xây dựng; vấn đề hiện nay là có phải chăng dưới những điều kiện hiện tại nó được xây quá mức hay không. Giới hạn cuối cùng của chúng ta đã đến đích từ lâu rồi." Hoover chê trách chủ nghĩa bi quan đó như là một sự phủ nhận "triển vọng của cuộc sống Mỹ... đó là chỉ dẫn đầy tuyệt vọng." Vấn đề cấm rượu cồn củng cố thêm số phiếu mới cho Roosevelt vì ông cho rằng việc bãi bỏ cấm rượu cồn sẽ mang lại thêm tiền thu nhập mới qua đánh thuế.
Roosevelt chiến thắng với 57% số phiếu phổ thông và thắng tại tất cả trừ 6 tiểu bang. Các sử gia và khoa học gia chính trị cho rằng các cuộc bầu cử năm 1932-36 là cuộc bầu cử tái phối trí cử tri (realigning election) tạo ra một liên minh lớn mới cho Đảng Dân chủ, vì thế chuyển đổi nền chính trị Mỹ và khởi sự cái gọi là "Hệ thống Đảng New Deal" hay (theo các nhà khoa học chính trị) Hệ thống Đảng phái lần thứ 5.
Sau cuộc bầu cử, Roosevelt từ chối lời thỉnh cầu họp bàn với Hoover để thảo ra một chương trình phối hợp nhằm chấm dứt chiều hướng đi xuống của nền kinh tế và trấn an giới đầu tư. Lý do từ chối của ông là điều đó có thể sẽ trói buộc ông. Nền kinh tế lao xuống vực thẳm cho đến khi hệ thống ngân hàng bắt đầu ngưng hoạt động hoàn toàn trên toàn quốc khi nhiệm kỳ tổng thống của Hoover kết thúc. Tháng 2 năm 1933, Roosevelt thoát chết trong một vụ có thể là mưu sát bởi tay súng Giuseppe Zangara (vụ này làm chết Thị trưởng thành phố Chicago là Anton Cermak đang ngồi kế bên ông). Roosevelt gửi thác sự tin cậy của mình vào nhiều nhóm cố vấn khoa bảng của mình, đặc biệt là Raymond Moley khi ông soạn thảo các chính sách.

## Nhiệm kỳ tổng thống (1933–1945)

### Nhiệm kỳ thứ nhất và thứ hai (1933–1941)
Khi Roosevelt tuyên thệ nhậm chức vào ngày 4 tháng 3 năm 1933, nước Mỹ đang ở thời điểm tồi tệ nhất của cuộc khủng hoảng lớn nhất trong lịch sử. Một phần tư lực lượng lao động mất việc làm. Nông dân đang khốn đốn vì nông phẩm hạ giá 60%. Sản xuất công nghiệp chỉ còn hơn một nửa so với cùng kỳ năm 1929. Hai triệu người trở thành vô gia cư. Vì thiếu việc làm nên các tổ chức tội phạm và giới sống ngoài pháp luật ngày càng gia tăng. Chiều ngày 4 tháng 3, tất cả ngân hàng tại 32 trên 48 tiểu bang cũng như Đặc khu Columbia đều đóng cửa. Ngày 5 tháng 3, Ngân hàng Dự trữ Liên bang tại New York không thể mở cửa, do khách hàng hốt hoảng rút một khối lượng lớn tiền mặt trong những ngày trước đó.
Khởi đầu bài diễn văn nhậm chức, Roosevelt quy kết trách nhiệm cuộc khủng hoảng kinh tế lên giới ngân hàng và doanh nhân tài chính, lòng hám lợi, và nền tảng vị kỷ của chủ nghĩa tư bản:
| “                       | Chính yếu là vì những ông vua nắm giữ giao dịch tài chính của nhân loại đã thất bại vì quá ngoan cố và bất tài, đã thừa nhận thất bại và đã từ ngôi. Cung cách làm ăn của những kẻ đổi bạc vô lương tâm này vẫn còn bị cáo buộc trước tòa án công luận, bị lương tri và trí tuệ của con người bác bỏ. Sự thật thì họ đã cố gắng nhưng những nỗ lực của họ lại rơi vào phương thức của một thói quen lỗi thời. Khi đối mặt với khủng hoảng tín dụng họ chỉ biết đề nghị cho mượn thêm nhiều tiền. Bị mất trắng vì cám dỗ của lợi nhuận mà theo đó họ cũng đã gây ra thiệt hại cho nhân dân ta theo con đường sai lạc của họ, lúc đó họ lại tìm đủ mọi cách để che đậy bằng cách kêu gọi thiết tha xây dựng lại lòng tin.... Những kẻ đổi bạc đã bỏ trốn khỏi ngôi cao của mình trong ngôi đền văn minh của chúng ta. Chúng ta bây giờ có thể trùng tu lại ngôi đền này trở về trạng thái chân lý xưa. Biện pháp trùng tu ngôi đền mà chúng ta nên áp dụng là nằm trong phạm vi giá trị xã hội hơn là chỉ từ lợi nhuận của tiền bạc. | ” |
| — Franklin D. Roosevelt | |   |

 Các sử gia xếp loại chương trình của Roosevelt là "cứu nguy, hồi phục và cải cách". Cứu nguy là vấn đề cấp bách vì có đến hàng chục triệu người thất nghiệp. Hồi phục có nghĩa là thúc đẩy nền kinh tế quay trở về trạng thái bình thường. Cải cách có nghĩa là sửa chữa dài hạn những gì sai trái, đặc biệt là với hệ thống ngân hàng và tài chính. Trong 30 lần nói chuyện buổi tối trên sóng phát thanh, được biết đến là "fireside chats", Roosevelt đã giới thiệu những đề nghị của ông trực tiếp đến công chúng Mỹ.

#### New Deal lần thứ nhất (1933–1934)
"Một trăm ngày đầu tiên" của Roosevelt tập trung vào phần đầu của chiến lược: cứu trợ khẩn cấp. Từ ngày 9 tháng 3 đến 16 tháng 6 năm 1933, ông đệ trình Quốc hội con số kỷ lục các dự luật, và tất cả đều được thông qua. Tổng thống phải dựa vào những thượng nghị sĩ như George Norris, Robert F. Wagner và Hugo Black cũng như nhóm cố vấn chuyên môn được tuyển chọn từ giới trí thức khoa bảng để thiết kế các chương trình hành động. Giống Hoover, Roosevelt xem cuộc Đại Suy thoái một phần là do khủng hoảng niềm tin vì người dân cảm thấy e ngại khi quyết định chi tiêu hoặc đầu tư.
Lễ nhậm chức của Roosevelt vào ngày 4 tháng 3 năm 1933 diễn ra khi nước Mỹ đang trong tình trạng hốt hoảng vì sự sụp đổ của hệ thống ngân hàng. Tình huống này cho ra đời câu nói nổi tiếng của ông: "Điều duy nhất mà chúng ta nên sợ hãi là nỗi sợ của chính mình". Ngay hôm sau, Quốc hội Hoa Kỳ thông qua Đạo luật Ngân hàng Khẩn cấp (Emergency Banking Act) tuyên bố một "ngày lễ ngân hàng" và thông báo một chương trình cho phép các ngân hàng mở cửa lại. Tuy nhiên, con số các ngân hàng mở cửa sau "ngày lễ" ít hơn con số ngân hàng từng mở cửa trước đây. Đây là bước đề nghị đầu tiên của ông về phục hồi kinh tế. Để tạo lòng tin của dân chúng Mỹ đối với hệ thống ngân hàng, Roosevelt ký Đạo luật Glass-Steagall để lập ra Federal Deposit Insurance Corporation gọi tắt là FDIC (tạm dịch là Công ty Bảo hiểm Tiền gửi ngân hàng Liên bang).

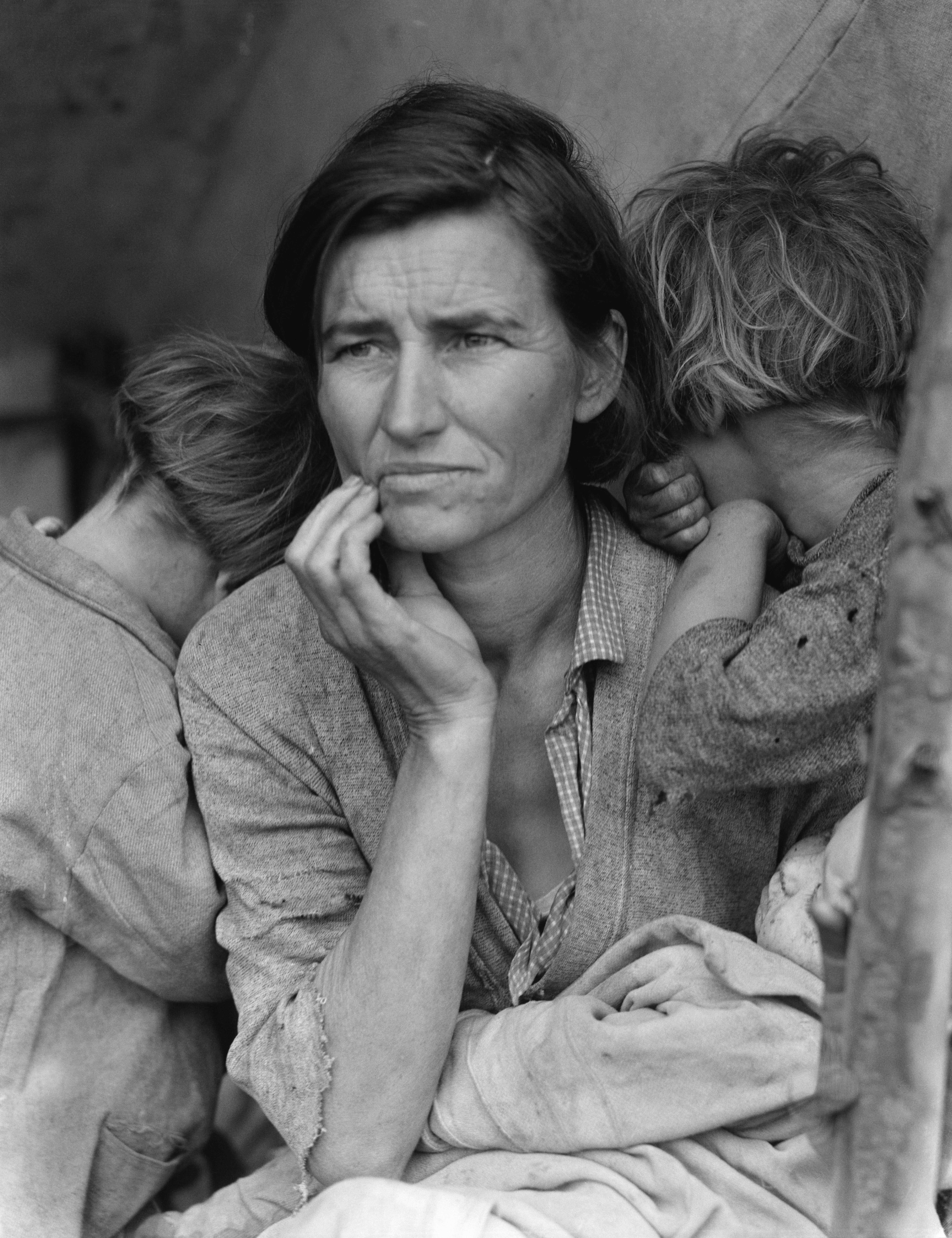
Hình chụp "Bà mẹ di cư" của Dorothea Lange miêu tả số phận hẩm hiu của những lao công thu hoạch đậu trong thời kỳ suy thoái. Tâm điểm là Florence Owens Thompson, 32 tuổi, có bảy con, được chụp vào tháng 3 năm 1936

- Kế hoạch cứu trợ của Roosevelt gồm có việc tiếp tục chương trình cứu trợ của Hoover nhưng mang một tên mới, Cơ quan Cứu trợ Khẩn cấp Liên bang. Cơ quan nổi bật nhất trong số các cơ quan thuộc kế hoạch New Deal và cũng là cơ quan tâm đắc của Roosevelt là Đoàn Bảo trì Dân sự (Civilian Conservation Corps – CCC). Cơ quan này tuyển dụng 250.000 thanh niên thất nghiệp để làm việc cho các đề án địa phương tại vùng nông thôn. Quốc hội cũng dành cho Ủy ban Thương mại Liên bang quyền lực nới rộng nhằm lập ra các quy định kiểm soát và cung cấp cứu nguy tài chính cho hàng triệu nông gia và chủ sở hữu nhà. Roosevelt cho mở rộng Tập đoàn Tài chính Tái thiết do Hoover thành lập để biến nó thành nguồn cung cấp vốn chính cho ngành đường sắt và công nghiệp. Roosevelt xem việc cứu trợ nông nghiệp là ưu tiên cao, ông cho thiết lập Cơ quan Điều chỉnh Nông nghiệp với nhiệm vụ nâng cao giá nông sản bằng cách trả tiền cho nông gia ngưng canh tác và cắt giảm số thú nuôi.
- Cải cách nền kinh tế là mục tiêu của Đạo luật Khôi phục Công nghiệp Quốc gia (National Industrial Recovery Act – NIRA) năm 1933 nhằm chấm dứt tình trạng cạnh tranh khốc liệt bằng cách buộc các ngành công nghiệp phải tuân thủ bộ quy tắc ấn định cơ chế vận hành cho mọi công ty trong ngành như giá sàn, thỏa hiệp tránh cạnh tranh và định mức sản xuất. Các lãnh đạo công nghiệp thương thảo bộ quy tắc mà sau đó được các giới chức NIRA chấp thuận. Theo điều kiện để được NIRA chấp thuận, ngành công nghiệp phải tăng tiền lương. Những điều khoản này đã làm phấn chấn các công đoàn và đình chỉ các luật lệ chống cạnh tranh. Ngày 27 tháng 5 năm 1935, một phán quyết với sự đồng thuận của Tối cao Pháp viện Hoa Kỳ tuyên bố NIRA là vi hiến. Phản ứng chống lại phán quyết này, Roosevelt nói, "Mục tiêu và nguyên lý căn bản của NIRA là đúng đắn. Hủy bỏ đạo luật là điều không thể tưởng tượng được. Nó có nghĩa là quay trở lại tình trạng hỗn loạn trong công nghiệp và lao động."[42] Năm 1933, những quy định mới về ngân hàng được thông qua. Năm 1934, Ủy ban Giao dịch và Chứng khoán Hoa Kỳ được thành lập để kiểm soát Phố Wall với sự lãnh đạo của người vận động gây quỹ tranh cử năm 1932 là Joseph P. Kennedy.
- Chính sách phục hồi kinh tế được theo đuổi bằng phương sách "bơm vào tiền mồi" (chính là chi tiêu của liên bang). NIRA chi tiêu 3,3 tỷ USD cho Cơ quan Công chính do Bộ trưởng Nội vụ Hoa Kỳ Harold Ickes đảm trách nhằm kích thích nền kinh tế. Roosevelt cộng tác với Thượng nghị sĩ Đảng Cộng hòa George Norris để thành lập doanh nghiệp quốc doanh lớn nhất trong lịch sử nước Mỹ là Cơ quan Thung lũng Tennessee (gọi tắt tiếng Anh là TVA) nhằm quản lý các đề án xây dựng đập nước, nhà máy điện, kiểm soát lũ, hiện đại hóa nông nghiệp và gia cư ở Thung lũng Tennessee nghèo khó. Việc bãi bỏ luật cấm rượu cồn cũng mang đến một nguồn thu nhập mới từ thuế và giúp ông giữ lời hứa trong lúc vận động tranh cử.
- Sắc lệnh Hành chính số 6102 đặt toàn bộ vàng cá nhân của công dân Hoa Kỳ thành tài sản ngân khố Hoa Kỳ. Mục đích là để đối phó tình trạng lạm phát đang hoành hành nền kinh tế.[43]

Roosevelt cố gắng thực thi những điều ông đã hứa lúc tranh cử bằng cách cắt giảm ngân sách liên bang, bao gồm việc cắt giảm 40% phúc lợi dành cho cựu chiến binh và cắt giảm tổng thể chi tiêu quân sự. Ông cắt khỏi danh sách hưu bổng khoảng 500.000 cựu chiến binh và quả phụ cũng như cắt giảm phúc lợi đối với những người còn lại. Các cuộc biểu tình phản đối của các cựu chiến binh bùng phát. Roosevelt vẫn giữ vững lập trường của mình nhưng vào năm 1936 vì sức ép của các cựu chiến binh, đạo luật tiền thưởng khồng lồ được thông qua mặc dù bị ông phủ quyết. Ông thành công trong nỗ lực cắt giảm tiền lương chính phủ và ngân sách dành cho lục quân và hải quân. Ông giảm chi tiêu về nghiên cứu và giáo dục.
Roosevelt cũng giữ lời hứa xúc tiến việc bãi bỏ luật cấm rượu cồn. Tháng 4 năm 1933, ông ra chỉ thị hành chính định nghĩa nồng độ cồn 3,2% được phép tiêu dùng. Sắc lệnh này theo sau hành động của Quốc hội nhằm thảo ra và thông qua tu chính án hiến pháp số 21 mà sau đó được thông qua vào cùng năm đó.

#### New Deal lần thứ hai (1935–1936)

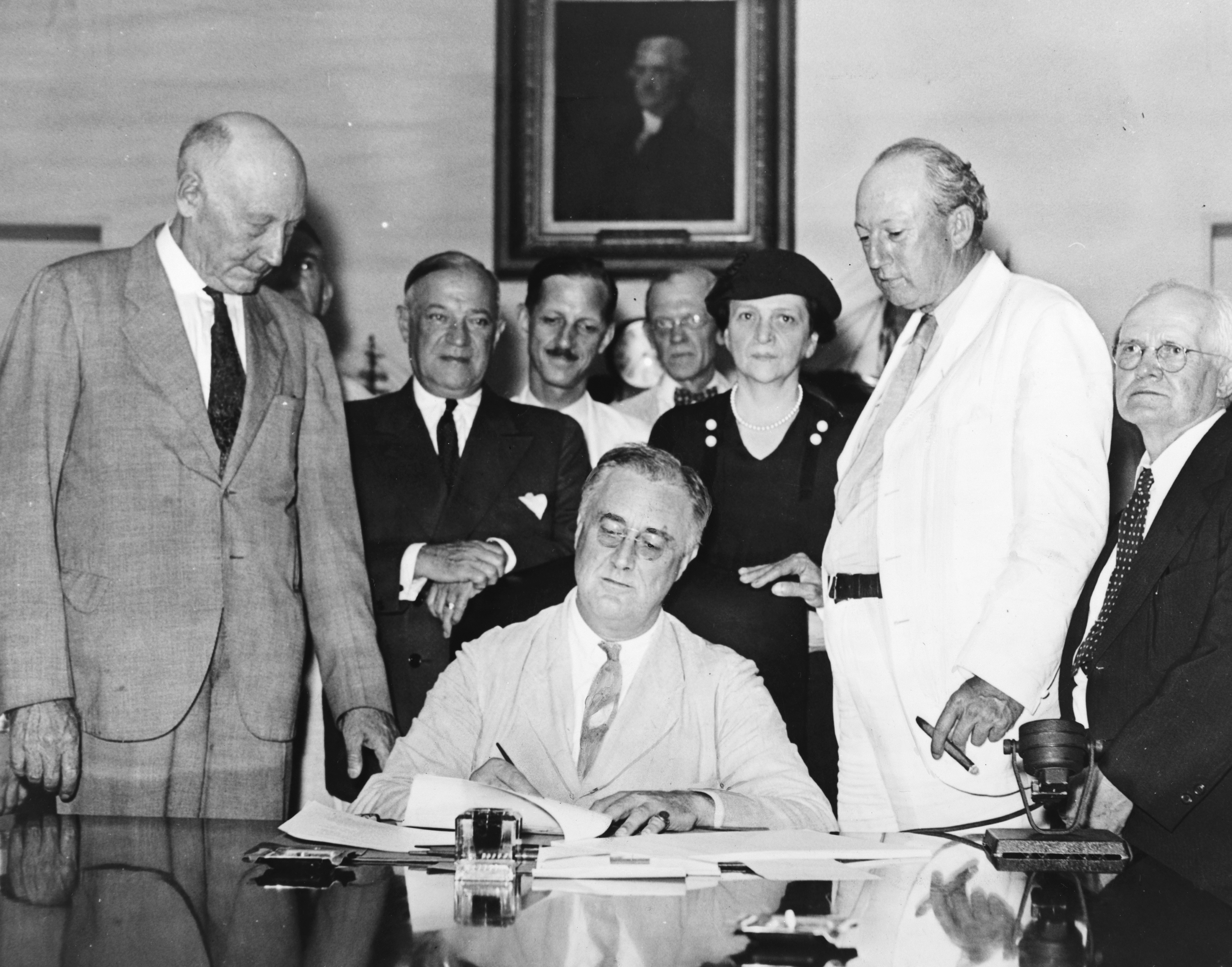
Roosevelt ký ban hành Đạo luật An sinh Xã hội, 14 tháng 8 năm 1935

Cuộc bầu cử quốc hội năm 1934 đã mang lại thuận lợi cho Roosevelt khi Đảng Dân chủ nắm đa số ghế áp đảo tại cả hai viện lập pháp. Đó cũng là lúc hình thành một cao trào mới cho New Deal trong quy trình lập pháp. Các quy trình lập pháp này gồm có việc thành lập ra Cơ quan Quản trị Tiến trình Xây dựng Công chánh (Works Progress Administration), viết tắt là WPA. Cơ quan quản lý này thiết lập ban cứu nguy quốc gia để thuê mướn 2 triệu gia trưởng trên toàn quốc. Tuy nhiên vào lúc đỉnh điểm thuê mướn của WPA năm 1938, tỉ lệ thất nghiệp vẫn cao khoảng 12,5% theo con số thống kê của Michael Darby. Đạo luật An sinh Xã hội thiết lập nên hệ thống an sinh xã hội và hứa hẹn nền an ninh kinh tế cho người già, người nghèo và người bệnh. Thượng nghị sĩ Robert Wagner thảo ra Đạo luật Wagner mà sau đó chính thức trở thành Đạo luật Quan hệ Lao động Quốc gia. Đạo luật này thiết lập quyền liên bang của công nhân được quyền thành lập công đoàn, quyền thương thuyết tập thể và quyền tham gia đình công.
Trong khi New Deal lần thứ nhất năm 1933 được đa số thành phần xã hội rộng rãi ủng hộ, New Deal lần thứ hai phải đối mặt với cộng đồng thương mại. Các Đảng viên Dân chủ bảo thủ, do Al Smith lãnh đạo, đánh trả bằng cách thành lập Liên đoàn Tự do Mỹ (American Liberty League). Họ tấn công Roosevelt một cách điên cuồng và so sánh ông với Marx và Lênin. Ngược lại, các công đoàn, được thêm năng lực nhờ vào Đạo luật Wagner, đã ký tên hàng triệu thành viên mới và trở thành lực lượng hậu thuẫn lớn cho các cuộc tái tranh cử của Roosevelt vào năm 1936, 1940 và 1944.

#### GNP và tỷ lệ thất nghiệp
Chi tiêu của chính phủ tăng từ 8,0% tổng sản lượng quốc gia dưới thời Tổng thống Hoover năm 1932 lên 10,2% tổng sản lượng quốc gia năm 1936. Vì khủng hoảng, nợ quốc gia tính theo phần trăm tổng sản lượng quốc gia tăng gấp đôi dưới thời Hoover từ 16% lên đến 33,6% tổng sản lượng quốc gia năm 1932. Mặc dù Roosevelt đã quân bình ngân sách "thường lệ" nhưng ngân sách khẩn cấp được tài trợ bằng tiền nợ đang tăng lên đến 40,9% năm 1936, và sau đó vẫn nằm ở mức đó cho đếnChiến tranh thế giới thứ hai thì tăng vọt nhanh chóng. Nợ quốc gia tăng dưới thời Hoover, duy trì ở mức đều đặn dưới thời FDR cho đến khi chiến tranh bắt đầu như được trình bày trong biểu đồ số 1. 

Nợ quốc gia tính từ 4 năm trước khi Roosevelt nhậm chức tổng thống cho đến 5 năm sau khi ông mất khi đang tại chức

Chi tiêu thâm thủng được một số nhà kinh tế học đề nghị, nổi bật là đề nghị của John Maynard Keynes từ Vương quốc Anh. Tổng sản lượng quốc gia năm 1936 là 34% cao hơn so với năm 1932 và 58% cao hơn trong năm 1940, trong đêm trước chiến tranh. Điều đó có nghĩa là nền kinh tế phát triển 58% từ năm 1932 đến năm 1940 trong khoảng thời gian 8 năm hòa bình, và rồi phát triển 56% từ 1940 đến 1945 trong khoảng thời gian 5 năm chiến tranh. Tuy nhiên, sự phục hồi kinh tế đã không làm nạn thất nghiệp mà Roosevelt thừa hưởng biến mất hoàn toàn. Thất nghiệp giảm đáng kể trong nhiệm kỳ đầu của Roosevelt từ 25% khi ông nhậm chức xuống còn 14,3% năm 1937. Tuy nhiên sau đó, nó lại gia tăng lên đến 19,0% năm 1938 ('khủng hoảng trong khủng hoảng') và 17,2% năm 1939, và vẫn giữ tỉ lệ cao này cho đến khi nó hoàn toàn biến mất trong suốt Chiến tranh thế giới thứ hai khi những người thất nghiệp trước đây được tuyển mộ quân dịch.
Suốt thời gian chiến tranh, nền kinh tế hoạt động dưới những điều kiện khác biệt nên việc so sánh với thời bình là không phù hợp. Tuy nhiên, Roosevelt coi các chính sách New Deal là tâm điểm di sản của ông. Trong bài Diễn văn về Tình trạng Liên bang năm 1944, ông chủ trương rằng người Mỹ nên coi quyền lợi kinh tế cơ bản như là một đạo luật nhân quyền thứ hai.
Nền kinh tế phát triển nhanh trong nhiệm kỳ của Roosevelt. Tuy nhiên, sự phát triển này được theo sau là tình trạng thất nghiệp liên tục ở mức độ cao; tỉ lệ thất nghiệp trung bình trong thời New Deal là 17,2%. Suốt cả các nhiệm kỳ của ông, bao gồm những năm chiến tranh, tỉ lệ thất nghiệp trung bình là 13%. Tổng số thất nghiệp trong suốt nhiệm kỳ của ông nới rộng khoảng 18,31 triệu việc làm bị mất trong khi tỉ lệ gia tăng việc làm trung bình hàng năm dưới thời chính phủ của ông là 5,3%.
Roosevelt không tăng thuế thu nhập trước khi Chiến tranh thế giới thứ hai bắt đầu; tuy nhiên thuế sổ lương (payroll tax) cũng bắt đầu được đưa ra nhằm gây quỹ cho chương trình mới là An sinh Xã hội năm 1937. Ông cũng được Quốc hội Hoa Kỳ cho phép chi tiêu thêm cho nhiều chương trình và kế hoạch khác nhau mà chưa từng có trước đây trong lịch sử Hoa Kỳ. Tuy nhiên, dưới sức ép tài chính do Đại suy thoái gây ra, đa số các tiểu bang đều đưa ra thêm nhiều loại thuế hay tăng thuế trong đó có thuế thu nhập cũng như thuế gián thu. Việc Roosevelt đề nghị thu các loại thuế mới đối với tiền tiết kiệm của các công ty đã gây ra tranh cãi lớn trong 1936–37 nhưng cuối cùng chúng bị Quốc hội bác bỏ. Trong thời gian chiến tranh, ông thúc ép tăng tỉ lệ thuế thu nhập thậm chí cao hơn đối với cá nhân (lên đến một tỉ lệ thuế cận biên là 91%) và đại công ty, giới hạn mức lương cao đối với các viên chức lãnh đạo các công ty. Ông cũng phát Lệnh Hành pháp số 9250 vào tháng 10 năm 1942 nhằm tăng tỉ lệ thuế cận biên lên đến 100% đối với những ai có tiền lương vượt trên 25.000 đô la (sau thuế). Điều đó có nghĩa là giới hạn mức lương cao nhất là lên đến 25.000 đô la (khoảng chừng 334.000 đô la năm 2008). Tuy nhiên lệnh hành pháp này bị Quốc hội hủy bỏ sau đó. Để tài trợ chiến tranh, Quốc hội mở rộng thu thuế đối với hầu hết những ai đi làm đều phải trả thuế thu nhập liên bang. Thuế trả trước (thuế được trừ ra trước khi tiền lương được phát) được giới thiệu vào năm 1943.

#### Chính sách đối ngoại (1933–1941)
Việc không ký vào hiệp ước tham gia Hội Quốc Liên năm 1919 đã đánh dấu sự trỗi dậy mạnh mẽ của chủ nghĩa biệt lập trong chính sách ngoại giao của Hoa Kỳ, không tham gia vào các tổ chức thế giới. Mặc dù Roosevelt có nền tảng chủ nghĩa Wilson, ông và bộ trưởng ngoại giao của ông là Cordell Hull đã hành động rất cẩn thận, tránh kích động chủ nghĩa biệt lập. Thông điệp gây xôn xao của Roosevelt gởi đến hội nghị tiền tệ thế giới năm 1933 thực sự kết thúc tất cả những nỗ lực lớn của các cường quốc nhằm hợp tác trong công cuộc kết thúc cuộc khủng hoảng thế giới, tạo cơ hội cho Roosevelt rảnh tay thực hiện chính sách kinh tế riêng của Hoa Kỳ.
Sáng kiến chính về chính sách ngoại giao trong nhiệm kỳ đầu tiên của Roosevelt là "Chính sách lân bang tốt". Đây là một sự tái định lượng chính sách của Hoa Kỳ đối với châu Mỹ La Tinh. Kể từ khi Học thuyết Monroe ra đời vào năm 1823, khu vực này đã từng được xem như là một vùng ảnh hưởng của Hoa Kỳ. Các lực lượng Mỹ rút khỏi Haiti. Các hiệp ước mới được ký kết với Cuba và Panama đã kết thúc tình trạng của họ là quốc gia được Hoa Kỳ bảo hộ. Tháng 12 năm 1933, Roosevelt ký văn kiện Hội nghị Montevideo về quyền lợi và nghĩa vụ của các quốc gia, từ bỏ quyền can thiệp đơn phương vào công việc nội bộ của các quốc gia châu Mỹ La Tinh.

#### Tái thắng cử lớn, 1936
Trong cuộc bầu cử tổng thống năm 1936, Roosevelt vận động tranh cử dựa vào các chương trình New Deal của ông chống lại đối thủ Alf Landon, Thống đốc tiểu bang Kansas, là người chấp nhận phần lớn chương trình New Deal nhưng phản bác rằng nó không có lợi cho doanh nghiệp và quá nhiều lãng phí. Roosevelt và Garner chiến thắng với tỉ lệ 60,8% phiếu bầu phổ thông và chiến thắng gần như ở tất cả các tiểu bang, trừ Maine và Vermont. Các Đảng viên Dân chủ cũng thắng lớn, thậm chí trở thành khối đa số lớn hơn tại cả hai viện lập pháp của Quốc hội. Roosevelt được hậu thuẫn bởi một liên minh cử tri gồm các Đảng viên Dân chủ truyền thống trên toàn quốc, các nông gia nhỏ, cư dân miền Nam Hoa Kỳ, người công giáo La Mã, các cỗ máy thành phố lớn, các liên đoàn lao động, người Mỹ gốc châu Phi ở miền bắc, người Do Thái, giới trí thức và người theo chủ nghĩa tự do chính trị. Liên minh này thường được gọi là Liên minh New Deal, phần lớn không thay đổi sự hậu thuẫn cho Đảng Dân chủ cho đến thập niên 1960.
Tương phản đầy kịch tính so với nhiệm kỳ đầu tiên, có rất ít quy trình lập pháp lớn được thông qua trong nhiệm kỳ hai. Trong nhiệm kỳ này, Hoa Kỳ có được một Cơ quan đặc trách Gia cư Hoa Kỳ, một Đạo luật Điều chỉnh Nông nghiệp thứ hai và Đạo luật Tiêu chuẩn Lao động Công bằng năm 1938 cho ra đời lương tối thiểu. Khi nền kinh tế bắt đầu tồi tệ trở lại vào cuối năm 1937, Roosevelt đưa ra một chương trình kích cầu cấp tiến, xin Quốc hội chi 5 tỷ đô la cho công chánh và giải cứu Cơ quan Quản trị Tiến trình Xây dựng Công chánh (WPA). Sự kiện này giúp tạo ra đỉnh điểm 3,3 triệu việc làm do WPA quản lý vào năm 1938.
Tối cao Pháp viện Hoa Kỳ là rào cản chính đối với những chương trình của Roosevelt trong suốt nhiệm kỳ hai vì nó lật ngược nhiều chương trình của ông. Đặc biệt là vào năm 1935, tối cao pháp viện đồng thanh phán quyết rằng Đạo luật Phục hồi Quốc gia (NRA) là một sự ủy thác quyền lực một cách vi hiến của ngành lập pháp trao cho tổng thống. Roosevelt làm sửng sốt Quốc hội vào đầu năm 1937 khi đề nghị một luật mới cho phép ông bổ nhiệm 5 thẩm phán tối cao pháp viện mới Kế hoạch "lấp đầy tòa án" này bị phản đối kịch liệt từ chính Đảng của ông, dẫn đầu là Phó Tổng thống Garner vì nó dường như làm đảo lộn tam quyền phân lập và trao cho tổng thống cả quyền kiểm soát ngành tư pháp. Đề nghị của Roosevelt bị thất bại. Tòa án cũng rút lại cuộc đối đầu với hành pháp bằng cách phán quyết rằng các Đạo luật An sinh Xã hội và Quan hệ Lao động là hợp hiến. Chẳng bao lâu sau đó, một số thẩm pháp Tối cao Pháp viện Hoa Kỳ mất hoặc về hưu đã tạo cơ hội cho Roosevelt bổ nhiệm người của mình thay thế mà chỉ gặp phải một ít tranh cãi. Giữa năm 1937 và 1941, ông bổ nhiệm đến 8 thẩm phán tối cao pháp viện.
Roosevelt từng có hậu thuẫn rất lớn từ các công đoàn đang phát triển nhanh nhưng đến thời điểm này thì họ chia rẽ thành hai thành phần đối nghịch cay cú là Liên đoàn Lao động Mỹ (AFL) và Hội nghị Các tổ chức Công nghiệp (CIO). Thành phần thứ hai được John L. Lewis lãnh đạo. Roosevelt cảnh báo là có một "đại dịch lan tràn trong cả hai mái nhà của các bạn" nhưng sự chia rẽ vẫn tiếp tục và làm suy yếu Đảng Dân chủ trong các cuộc bầu cử từ năm 1938 đến năm 1946.
Vì quyết tâm vượt qua sự chống đối của các Đảng viên Dân chủ bảo thủ (đa số từ miền Nam Hoa Kỳ), Roosevelt tự dấn thân vào các cuộc bầu cử sơ bộ Đảng Dân chủ năm 1938, tích cực vận động cho các ứng viên có thái độ ủng hộ hơn dành cho chương trình cải cách New Deal. Những người mà ông nhắm mục tiêu triệt hạ đã tố cáo ông là tìm cách thâu tóm Đảng Dân chủ và dùng chiêu thức thuyết phục cử tri rằng họ độc lập để được tái đắc cử. Roosevelt bị thất bại chua cay, chỉ đánh gục được một mục tiêu, đó là một Đảng viên Dân chủ bảo thủ từ Thành phố New York.
Trong cuộc bầu cử tháng 11 năm 1938, Đảng Dân chủ mất 6 ghế thượng viện và 71 ghế hạ viện. Các ghế mất phần nhiều tập trung trong số các Đảng viên Dân chủ ủng hộ New Deal. Khi Quốc hội nhóm họp năm 1939, Đảng Cộng hòa dưới sự lãnh đạo của Thượng nghị sĩ Robert Taft lập ra một liên minh Bảo thủ cùng với các Đảng viên Dân chủ miền Nam Hoa Kỳ. Sự ra đời của liên minh bảo thủ này gần như kết thúc khả năng của Roosevelt đưa các đề nghị của mình lên quốc hội để được thông qua thành luật. Luật lương tối thiểu năm 1938 là một đạo luật cải cách New Deal đáng kể cuối cùng được quốc hội thông qua.

### Chính sách ngoại giao, 1937–1941

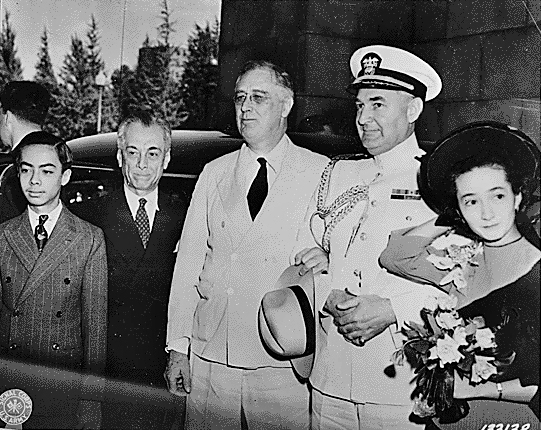
Tổng thống Roosevelt chào đón Manuel L. Quezon, Tổng thống thứ hai của Philippines, tại Washington, D.C.

Sự kiện Adolf Hitler lên nắm quyền tại Đức dấy lên nỗi e sợ bùng nổ một cuộc thế chiến mới. Năm 1935, thời điểm Ý xâm lăng Ethiopia, Quốc hội Hoa Kỳ thông qua Đạo luật Trung lập, ra lệnh cấm vận chuyển vũ khí từ Mỹ đến các nước tham chiến. Roosevelt chống đối đạo luật dựa trên lập luận rằng đạo luật đang trừng phạt nạn nhân của sự xâm lược, trong trường hợp này là Ethiopia, đạo luật cũng hạn chế quyền hạn tổng thống trong nỗ lực trợ giúp các quốc gia thân thiện, song sự ủng hộ của công chúng dành cho đạo luật quá lớn nên Roosevelt bị buộc phải ký ban hành. Năm 1937, Quốc hội thông qua một đạo luật thậm chí còn nghiêm ngặt hơn nhưng khi chiến tranh Trung-Nhật năm 1937 bùng nổ thì công luận ủng hộ Trung Hoa do đó Roosevelt được rộng tay giúp đỡ nước này.
Tháng 10 năm 1937, Roosevelt đọc "Bài diễn văn Cách ly" với chủ đích kiềm chế các quốc gia xâm lược. Ông đề nghị rằng các quốc gia hiếu chiến nên bị đối xử như một căn bệnh y học chung và cần phải bị "cách ly". Trong khi đó ông bí mật thiết lập một chương trình chế tạo tàu ngầm có tầm hoạt động xa có thể phong tỏa Nhật Bản.
Tháng 5 năm 1938, một cuộc đảo chính bất thành nổ ra do phong trào phát xít Integralista tại Brasil thực hiện. Sau cuộc đảo chính bất thành, chính phủ Brasil cho rằng Đại sứ Đức, Tiến sĩ Karl Ritter, có nhúng tay vào cuộc đảo chính này và tuyên bố rằng ông ta là persona non grata. Sự việc Brasil tố cáo Đức hậu thuẫn cho cuộc đảo chính Integralista có một ảnh hưởng khích động đối với chính phủ Roosevelt vì nó gây hoang mang rằng tham vọng của người Đức không chỉ giới hạn trong khu vực châu Âu mà trên toàn thế giới. Điều này khiến cho chính phủ Roosevelt thay đổi cách nhìn trước đây về chế độ Đức Quốc xã: một chế độ khó ưa, tuy nhiên trên cơ bản không phải là vấn đề đáng lo đối với Mỹ.
Ngày 4 tháng 9 năm 1938 giữa lúc có cuộc khủng hoảng lớn tại châu Âu lên đến đỉnh điểm bằng Hiệp ước München, trong lúc vén mở một tấm bảng vinh danh tình hữu nghị Pháp-Mỹ tại Pháp, Đại sứ Mỹ và cũng là bạn thân của Roosevelt, William C. Bullitt, đã phát biểu rằng "Pháp và Hoa Kỳ đoàn kết với nhau trong chiến tranh và hòa bình" khiến cho trong giới báo chí có nhiều đồn đoán rằng nếu chiến tranh bùng nổ vì Tiệp Khắc thì Hoa Kỳ sẽ tham chiến bên cạnh phe Đồng minh. Roosevelt bác bỏ lời đồn đoán trong một cuộc họp báo ngày 9 tháng 9. Ông nói rằng lời đồn đoán là sai 100%, và rằng Hoa Kỳ sẽ không gia nhập một "khối ngăn chặn Hitler" nào trong bất cứ hoàn cảnh nào. Ông cũng nhấn mạnh rõ rằng trong trường hợp Đức có hành động xâm lược chống Tiệp Khắc thì Hoa Kỳ vẫn giữ lập trường trung lập. Ngay khi Neville Chamberlain trở về Luân Đôn sau Hội nghị München, Roosevelt gởi cho ông một bức điện tín chỉ có hai chữ "Good Man" (nghĩa thông thường là "tốt lắm") mà cho đến nay vẫn còn là chủ đề gây nhiều tranh cãi. Phần đông ý kiến cho rằng bức điện tín mang ý nghĩa chúc mừng trong khi nhóm thiểu số thì phản bác lời giải nghĩa đó.
Tháng 10 năm 1938, Roosevelt mở các buổi hội đàm bí mật với Pháp để xem có cách nào khắc phục được các luật lệ trung lập của Mỹ và cho phép Pháp mua các phi cơ Mỹ để lấp khoảng trống sản xuất trong ngành công nghiệp chế tạo phi cơ Pháp. Bản thân Roosevelt cũng bị nhiều tác động ảnh hưởng vì một bản báo cáo vào tháng 10 năm 1938 của Đại sứ Mỹ tại Pháp, William Bullitt rằng Thủ tướng Pháp Édouard Daladier có nói với ông rằng "Nếu tôi có ba hoặc bốn ngàn phi cơ thì Hội nghị München đã không bao giờ xảy ra". Tháng 11 năm 1938, Jean Monnet bí mật đến Washington cùng với một Ủy ban và ngay lập tức đặt mua 1.000 phi cơ chiến đấu Mỹ cho Không quân Pháp. Một vấn đề chính trong các cuộc hội đàm Pháp-Mỹ là làm sao người Pháp trả tiền mua phi cơ Mỹ và làm sao để người Mỹ khắc phục được các đạo luật trung lập của Mỹ Ngoài ra, Đạo luật Johnson 1934, cấm cho các quốc gia vỡ nợ tiền mượn trong thời Chiến tranh thế giới thứ nhất mượn thêm tiền, cũng là một yếu tố phức tạp hơn (Pháp đã vỡ nợ năm 1934 vì không trả nổi tiền nợ mượn trong thời Chiến tranh thế giới thứ nhất). Ngày 28 tháng 1 năm 1939, một sĩ quan Không quân Pháp bị thương trong một vụ rớt máy bay tại Los Angeles. Vụ tai nạn này có liên quan đến một nguyên mẫu máy bay đầu tiên của loại oanh tạc cơ DB-7 khiến làm lộ bí mật các cuộc hội đàm bí mật Pháp-Mỹ. Chuyện bại lộ này dấy lên một làn sóng lớn của chủ nghĩa biệt lập chống lại Roosevelt và dẫn đến việc Ủy ban Quân vụ Thượng viện Hoa Kỳ tiến hành điều tra các cuộc hội đàm Pháp-Mỹ. Vì sự chống đối của chủ nghĩa biệt lập tại Quốc hội nên Roosevelt đã thực hiện một loạt những phát biểu trái ngược đến dân chúng Mỹ vào mùa đông năm 1939. Qua những phát biểu này, ông cảnh báo rằng Pháp và Anh Quốc là "phòng tuyến đầu tiên" của Mỹ cần viện trợ Mỹ và ông còn nói thêm rằng ông chỉ đang theo đuổi chính sách ngoại giao biệt lập mà sẽ không đẩy Hoa Kỳ vào bất cứ một cuộc chiến nào. Những phát biểu trái ngược của Roosevelt càng khiến Hitler càng thêm khinh thường Roosevelt vì cho rằng ông là một lãnh tụ yếu thế, hay dao động và vì thế làm tăng thêm tính chủ quan của Hitler trong việc đánh giá Hoa Kỳ. Tháng 2 năm 1939, để trả tiền mua phi cơ chiến đấu, người Pháp đã đề nghị nhượng lại tất cả các thuộc địa của họ tại vùng biển Caribe và Thái Bình Dương với giá 10 tỉ franc, đánh đổi bằng quyền mua theo tín dụng không giới hạn các phi cơ Mỹ. Sau các cuộc thương thuyết căng thẳng, một cuộc dàn xếp được thỏa thuận vào mùa xuân năm 1939, cho phép Pháp thực hiện các đơn đặt hàng khổng lồ với ngành công nghiệp chế tạo phi cơ Mỹ; tính đến năm 1940, tuy phần lớn các phi cơ được đặt mua đã không được giao hàng tại Pháp nhưng Roosevelt đã sắp xếp đổi hướng giao hàng các phi cơ này cho người Anh vào tháng 6 năm 1940.
Vào tháng 4 năm 1940, Đức xâm chiếm Đan Mạch và Na Uy, theo sau là xâm chiếm Hà Lan, Bỉ, Luxembourg, và Pháp vào tháng 5. Các chiến thắng của Đức tại Tây Âu khiến cho Anh Quốc trở nên suy yếu, dễ bị xâm chiếm. Vì quyết không để cho Anh Quốc bại trận, Roosevelt tận dụng ngay sự chuyển đổi nhanh chóng thái độ của công chúng. Paris sụp đổ gây hoang mang cho công luận Mỹ và tiếng nói của chủ nghĩa biệt lập cũng gần như tắt tiếng. Một sự đồng thuận cho thấy rằng chi tiêu quân sự phải được nới rộng một cách ngoạn mục. Không có sự đồng thuận rằng nguy cơ lâm chiến của Hoa Kỳ là bao nhiêu khi trợ giúp Anh Quốc. Tháng 7 năm 1940, FDR bổ nhiệm hai lãnh tụ theo chủ nghĩa can thiệp thuộc Đảng Cộng hòa, Henry L. Stimson và Frank Knox, làm bộ trưởng chiến tranh và bộ trưởng hải quân theo thứ tự vừa kể. Cả hai Đảng ủng hộ các chương trình của ông nhanh chóng xây dựng các lực lượng quân sự Mỹ, nhưng những người theo chủ nghĩa biệt lập cảnh báo rằng Roosevelt sẽ đưa quốc gia lâm vào một cuộc chiến không cần thiết với Đức. Ông thành công trong việc hối thúc Quốc hội thông qua luật tuyển mộ quân dịch thời bình đầu tiên trong lịch sử Hoa Kỳ năm 1940 (luật này được gia hạn năm 1941 bằng một phiếu ở Quốc hội). Roosevelt được "Ủy ban Phòng vệ Mỹ bằng cách Trợ giúp Đồng minh" ủng hộ nhưng bị "Ủy ban Mỹ trên hết" phản đối.
Roosevelt dùng uy tín cá nhân của mình để xây dựng sự ủng hộ cho việc can thiệp của Hoa Kỳ. Nước Mỹ phải là "Kho thuốc đạn dân chủ", đó là lời phát biểu của ông trên sóng truyền thanh đến dân chúng Mỹ trong chương trình "fireside chats". Ngày 2 tháng 9 năm 1940, Roosevelt công khai thách thức các đạo luật trung lập bằng việc ký hiệp ước trao 50 chiếc khu trục hạm cho Anh Quốc để đổi lấy quyền sử dụng các căn cứ hải quân của Anh Quốc tại các đảo thuộc Anh Quốc trong vùng biển Caribe và Newfoundland. Đây là một dấu hiệu báo trước sự ra đời của Hiệp ước Lend-Lease vào tháng 3 năm 1941, khởi sự cuộc viện trợ kinh tế và quân sự khổng lồ trực tiếp cho Anh Quốc, Trung Hoa và sau đó là Liên Xô. Để nhận ý kiến cố vấn về chính sách ngoại giao, Roosevelt nhờ đến Harry Hopkins, người sau đó trở thành cố vấn chính của ông trong thời chiến. Họ tìm những phương sách mới để giúp Anh Quốc vì các nguồn tài chính của Anh Quốc đã cạn kiệt vào cuối năm 1940. Quốc hội Hoa Kỳ, nơi mà tiếng nói của chủ nghĩa biệt lập đã tắt tiếng, thông qua Đạo luật Lend-Lease vào tháng 3 năm 1941, cho phép Hoa Kỳ cung cấp vũ khi quân trang cho Anh Quốc, Trung Hoa và sau đó là Liên Xô. Quốc hội bỏ phiếu tán thành việc chi tiêu $50 tỷ đô la quân viện từ năm 1941–45. Có sự tương phản lớn so với tiền mà Hoa Kỳ cho vay mượn trong thời Chiến tranh thế giới thứ nhất, viện trợ quân sự này không phải trả lại sau chiến tranh. Roosevelt là một người suốt đời ủng hộ sự tự do mậu dịch và chống đối chủ nghĩa đế quốc cho nên việc kết thúc chủ nghĩa thuộc địa của châu Âu là một trong những mục tiêu của ông.

### Bầu cử năm 1940
Truyền thống hai nhiệm kỳ đã là một luật bất thành văn (cho đến khi có tu chính án hiến pháp 22 ra đời quy định rõ mỗi tổng thống chỉ được phục vụ hai nhiệm kỳ) từ khi tổng thống George Washington từ chối ra tranh cử nhiệm kỳ thứ ba vào năm 1796. Sau này, hầu như các vị tổng thống kế nhiệm đều theo truyền thống hai nhiệm kỳ này mà không ra tái tranh cử thêm một nhiệm kỳ thứ ba. Cả hai tổng thống Ulysses S. Grant và Theodore Roosevelt đã bị chỉ trích khi tìm cách ra ứng cử một nhiệm kỳ thứ ba không liên tục sau khi rời chức tổng thống một thời gian. FDR lần lượt chiếm ưu thế hơn các Đảng viên Dân chủ nổi bật khác đang tìm cách nhận sự đề cử của Đảng Dân chủ. Trong số các Đảng viên Dân chủ này là hai thành viên nội các của ông: một là Bộ trưởng Ngoại giao Cordell Hull và hai là James Farley, bộ trưởng bưu điện và chủ tịch Đảng Dân chủ, từng là giám đốc điều hành chiến dịch vận động tranh cử của Roosevelt trong hai lần bầu cử tổng thống năm 1932 và 1936. Roosevelt dời đại hội Đảng về Chicago nơi ông có sự hậu thuẫn mạnh mẽ từ cơ cấu chính trị thành phố (cơ cấu này kiểm soát hệ thống chính trị). Tại đại hội Đảng, phe đối lập với ông thiếu tổ chức nhưng Farley cũng tập trung được nhiều người ủng hộ. Roosevelt liền gửi một thông điệp rằng ông sẽ không ra tranh cử trừ khi ông bị Đảng bắt buộc ra tranh cử và rằng tất cả các đại biểu có quyền tự do bầu chọn cho bất cứ ai. Các đại biểu kinh ngạc; rồi bỗng dưng loa phóng thanh la to "Chúng tôi cần Roosevelt... Thế giới cần Roosevelt!" Các đại biểu như cuồng dại và ông được đề cử với tỉ lệ 946 - 147. Người mới được đề cử ra tranh cử phó tổng thống là Henry A. Wallace, một trí thức cấp tiến tự do và đang là bộ trưởng nông nghiệp.
Trong chiến dịch tranh cử chống Đảng viên Cộng hòa Wendell Willkie, Roosevelt nhấn mạnh ý định của ông là sẽ làm mọi việc như có thể để giữ Hoa Kỳ ngoài cuộc chiến. Ông thắng bầu cử tổng thống năm 1940 với tỉ lệ 55% phiếu bầu phổ thông, thắng 38 trong số 48 tiểu bang. Chính phủ của ông có một sự chuyển dịch sang phía tả vì sự hiện diện của Henry A. Wallace trong vai trò Phó Tổng thống Hoa Kỳ, thay thế nhân vật bảo thủ từ tiểu bang Texas, John Nance Garner, nhân vật đã trở thành kẻ thù cay cú của Roosevelt sau năm 1937.

### Bước vào chiến tranh
Nhiệm kỳ thứ ba của Roosevelt bị chi phối nhiều bởi Chiến tranh thế giới thứ hai tại châu Âu và tại Thái Bình Dương. Năm 1938, Roosevelt bắt đầu từng bước tiến hành tái vũ trang Hoa Kỳ vì đang phải đối mặt với sự phản đối mạnh mẽ của chủ nghĩa biệt lập từ các lãnh tụ Quốc hội chống đối tái vũ trang như Thượng nghị sĩ William Borah và Thượng nghị sĩ Robert Taft. Đến năm 1940, thời điểm thuận lợi vì có sự ủng hộ của lưỡng Đảng nên Hoa Kỳ một mặt nới rộng và tái vũ trang Lục quân Hoa Kỳ và Hải quân Hoa Kỳ, một mặt trở thành "kho thuốc súng của dân chủ" bằng cách trợ giúp Anh Quốc, Pháp, Trung Hoa và (sau tháng 6 năm 1941) Liên Xô. Khi Roosevelt có lập trường cứng rắn hơn đối phó với phe Trục thì những người theo chủ nghĩa biệt lập trong đó có Charles Lindbergh và "Ủy ban Mỹ trên hết" (America First Committee) công kích tổng thống một cách dữ dội, tố cáo ông là một kẻ hiếu chiến. Không đếm xỉa gì đến những lời chỉ trích đó và tự tin với những sáng kiến ngoại giao của mình, FDR tiếp tục song song hai chính sách: chuẩn bị sẵn sàng tham chiến và viện trợ cho Đồng minh. Ngày 29 tháng 12 năm 1940, ông gửi tới công chúng Mỹ bài diễn văn "Kho thuốc súng của dân chủ" trong một buổi nói chuyện trên sóng phát thanh. Qua đó ông đưa vấn đề Hoa Kỳ trợ giúp Đồng minh trực tiếp đến công chúng Mỹ. Một tuần sau đó vào tháng 1 năm 1941, ông đọc bài phát biểu nổi tiếng "Tứ tự do" (Four Freedoms), nêu thêm vấn đề Hoa Kỳ phải bảo vệ các quyền cơ bản trên toàn thế giới.
Việc xây dựng lực lượng quân sự kích thích sự phát triển kinh tế. Vào năm 1941, thất nghiệp rơi xuống dưới 1 triệu người. Vì khan hiếm nhân công lao động tại các khu vực trung tâm sản xuất chính trên toàn quốc nên có những dòng di dân lớn gồm những người Mỹ gốc châu Phi từ các nông trại ở miền Nam cũng như các nông gia nhỏ và các công nhân từ các vùng nông thôn và thị trấn nhỏ khắp nơi trên toàn quốc. Mặt trận trong nước có sự thay đổi xã hội rất năng động trong suốt thời chiến trong khi đó các vấn đề trong nước không còn là những mối quan tâm cấp thiết nhất của chính phủ Roosevelt.
Khi Đức Quốc xã xâm lược Liên Xô vào tháng 6 năm 1941, Roosevelt mở rộng áp dụng Đạo luật Lend-Lease dành cho Liên Xô. Trong suốt năm 1941, Roosevelt cũng đồng ý rằng Hải quân Hoa Kỳ sẽ hộ tống các đoàn tàu của Đồng minh xa tận đến Anh Quốc và sẽ bắn vào tàu chiến và tàu ngầm của Hải quân Đức (U-boat) nếu chúng tấn công đường hàng hải của Đồng minh trong vùng mà Hải quân Hoa Kỳ hoạt động.
Như thế vào giữa năm 1941, Roosevelt đã đưa Hoa Kỳ đứng về phe Đồng minh với một chính sách "tất cả là viện trợ, không tham chiến." Roosevelt gặp Thủ tướng Anh Quốc Winston Churchill ngày 14 tháng 8 năm 1941 để phác thảo ra Hiến chương Đại Tây Dương. Đây là hội nghị đầu tiên trong số các cuộc hội nghị xảy ra trong thời chiến. Tháng 7 năm 1941, Roosevelt ra lệnh cho Bộ trưởng Chiến tranh Henry Stimson bắt đầu lập kế hoạch cho sự tham chiến hoàn toàn của Hoa Kỳ. Kết quả là "Kế hoạch Chiến thắng" được đưa ra dưới sự chỉ đạo của Albert Wedemeyer cung cấp cho tổng thống ước tính cần thiết về con số tổng động viên nhân lực, công nghiệp và tiếp vận để đánh bại "kẻ thù tiềm năng" của Hoa Kỳ. Kế hoạch cũng dự tính gia tăng viện trợ cho các quốc gia Đồng minh và cần đến 10 triệu binh sĩ phục vụ. Phân nửa trong số 10 triệu binh sĩ phải sẵn sàng triển khai ở ngoại quốc vào năm 1943. Roosevelt quyết định cứng rắn đứng về phe Đồng minh và các kế hoạch vừa nói đã được lập sẵn trước khi Đế quốc Nhật Bản tấn công Trân Châu Cảng.

### Trân Châu Cảng

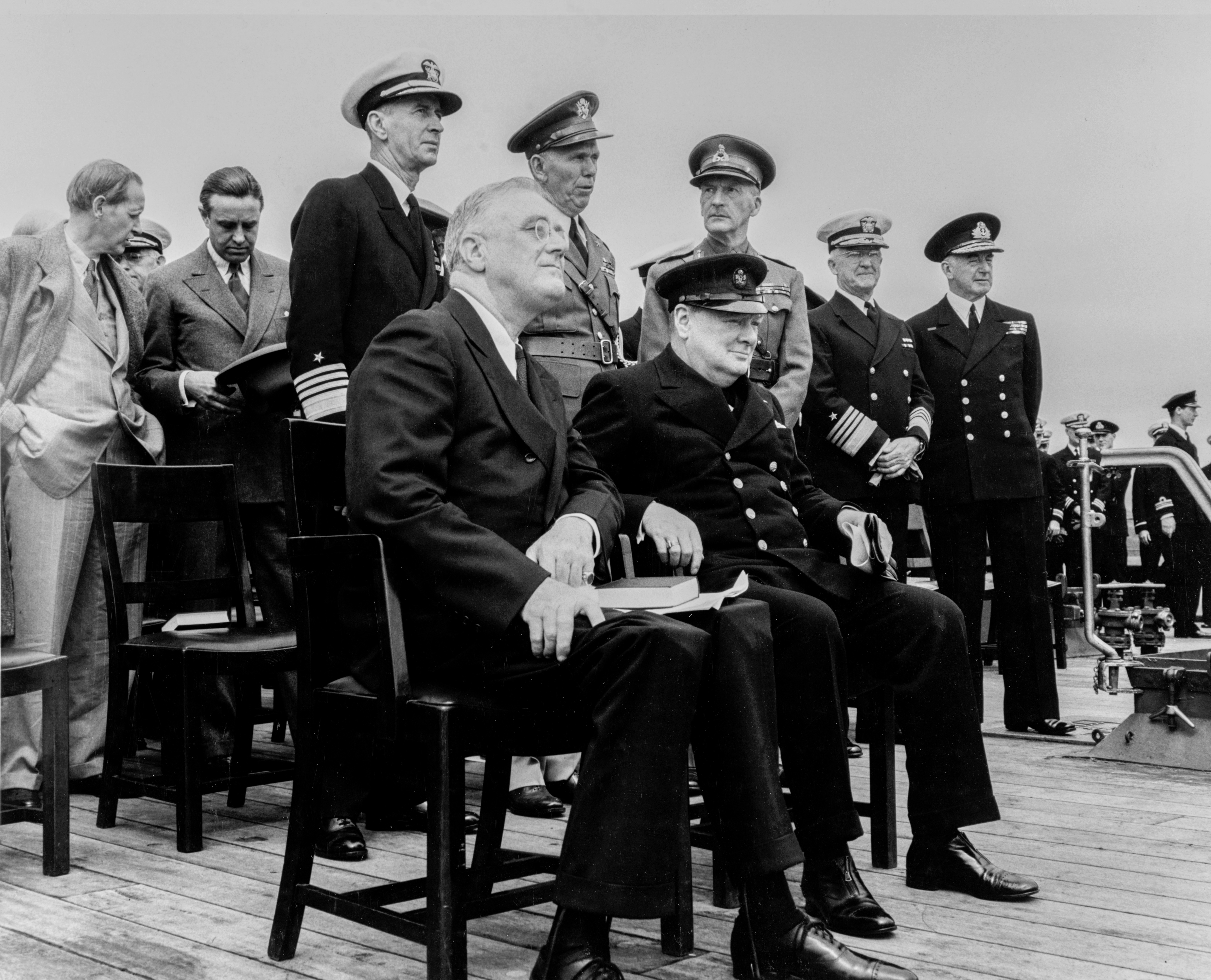
Roosevelt và Winston Churchill trên tàu HMS Prince of Wales tham dự cuộc họp Hiến chương Đại Tây Dương 1941

Sau khi Nhật Bản chiếm miền bắc Đông Dương thuộc Pháp vào cuối năm 1940, Roosevelt ra lệnh gia tăng viện trợ cho Trung Hoa Dân Quốc. Tháng 7 năm 1941, sau khi Nhật Bản chiếm hết phần còn lại của Đông Dương, ông ngưng bán dầu cho Nhật Bản. Như thế Nhật Bản mất đến hơn 95% nguồn dầu cung ứng. Roosevelt tiếp tục các cuộc hội đàm với chính phủ Nhật Bản. Trong lúc đó, ông bắt đầu chuyển lực lượng oanh tạc cơ tầm xa B-17 đến Philippines.
Ngày 4 tháng 12 năm 1941, tờ báo The Chicago Tribune tiết lộ "Rainbow Five", một kế hoạch chiến tranh tối mật được phác thảo theo lệnh của Tổng thống Franklin Roosevelt. Kế hoạch "Rainbow Five" kêu gọi tập hợp một lực lượng lục quân gồm 10 triệu binh sĩ nhằm tiến công vào châu Âu trong năm 1943, chiến đấu bên cạnh Anh Quốc và Liên Xô.
Ngày 25 tháng 11, Bộ trưởng Chiến tranh Hoa Kỳ Henry L. Stimson có viết trong nhật ký rằng ông đã thảo luận với Roosevelt về khả năng lớn xảy ra chiến tranh không thể tránh khỏi với Nhật Bản và rằng "chúng ta nên phải làm sao để đưa họ (người Nhật) vào thế khai hỏa trước mà không gây nhiều tổn thất và nguy hiểm cho chúng ta.'"
Trợ tá hành chính của Roosevelt vào lúc đó, Jonathan Daniels, đã ghi lại phản ứng của Roosevelt sau vụ tấn công của Nhật Bản vào Trân Châu Cảng như sau - "Cú đánh nặng hơn những gì mà ông (Roosevelt) từng hy vọng đến sự cần thiết của nó.... Nhưng những rủi ro này được đền bù; thậm chí mất mát cũng đáng giá...."
Ngày 6 tháng 12 năm 1941, Tổng thống Roosevelt đọc được mật tin đã được giải mã của Nhật Bản và nói với trợ tá của ông là Harry Hopkins, "Điều này có nghĩa là chiến tranh."
Cảnh báo được gửi đến các tư lệnh Lục quân và Hải quân Hoa Kỳ tại Hawaii nhưng tin tức này không được nhận đúng lúc vì lỗi của bộ máy hành chính. Thông điệp được gửi qua dịch vụ điện tín "Western Union Telegram" đến Tây Duyên hải Hoa Kỳ và sau đó qua dịch vụ vô tuyến "RCA Radio" đến thành phố Honolulu với nội dung đã được mã hóa. Đây là cách thức chuẩn liên lạc thông tin với các đảo của Hawaii vào thời đó khi điều kiện không gian không cho phép liên lạc thông tin trực tiếp như đã xảy ra vào ngày hôm đó. Tuy nhiên thông điệp này không được đánh dấu "khẩn cấp" nào vì thế nó được gửi đi theo thứ tự nhận được như các thông điệp khác. Chuyện này là do chủ ý của các vị tướng lãnh ở thủ đô Washington vì họ cho rằng nếu thông điệp được đánh dấu "khẩn cấp" và được gởi đến các vị tư lệnh tại Hawaii thì có thể gây sự chú ý của các điệp viên Nhật Bản ở Tây Duyên hải. Theo kế hoạch, thông điệp này là để cảnh báo cho lục quân và hải quân tại Hawaii để họ giăng sẵn bẫy đối phó với một cuộc tấn công của người Nhật. Tuy nhiên thông điệp được Bộ Tư lệnh Hải quân Hoa Kỳ tại Hawaii nhận được mấy tiếng đồng hồ sau khi cuộc tấn công đã kết thúc.
Theo hồ sơ cuộc điều trần tại Quốc hội Hoa Kỳ về Trân Châu Cảng thì:
Sau khi nhận được thông điệp, Đại tá French đích thân nhận trách nhiệm gửi nó đi. Khi biết hệ thống liên lạc vô tuyến của Bộ Chiến tranh Hoa Kỳ đã không còn liên lạc được với Honolulu kể từ khoảng 10:20 sáng, ông liền quyết định rằng cách nhanh nhất để gửi nó đến Hawaii là bằng các phương tiện dịch vụ thương mại; có nghĩa là dùng dịch vụ điện tín "Western Union" đến San Francisco, và từ đó dùng sóng vô tuyến thương mại đến Honolulu. Thông điệp được lưu trữ tại trung tâm truyền tin Lục quân lúc 12:01 trưa (6:31 sáng, giờ Hawaii); được chuyển tải bằng điện tín đến dịch vụ Western Union xong vào lúc 12:17 trưa (6:47 sáng, Hawaii); được dịch vụ RCA Honolulu nhận được vào lúc 1:03 trưa (7:33 sáng, Hawaii); được phòng truyền tin, Đồn Shafter tại Hawaii nhận được vào khoảng 5:15 chiều (11:45 sáng, Hawaii) sau vụ tấn công. Thì ra việc liên lạc điện tín giữa dịch vụ RCA ở Honolulu và Đồn Shafter đã không thực hiện được vào giờ đặc biệt đó nên thông điệp được giao bằng xe đạp và người đưa tin bằng xe đạp này đã phải giao tin vòng vo vì tránh đợt bom nổ đầu tiên.
Ngày 7 tháng 12 năm 1941, Nhật Bản tấn công Hạm đội Thái Bình Dương của Hoa Kỳ tại Trân Châu Cảng, phá hủy hoặc làm hư hại 16 chiến hạm trong đó phần lớn là các thiết giáp hạm của hạm đội, giết chết gần 3000 binh sĩ và nhân viên dân sự Mỹ. Trong những tuần sau đó, người Nhật chiếm Philippines và các thuộc địa của Hà Lan và Anh Quốc ở Đông Nam Á, chiếm được Singapore vào tháng 2 năm 1942 và tiến công qua Miến Điện đến biên giới Ấn Độ thuộc Anh vào tháng 5, cắt đứt đường tiếp tế trên bộ đến Trung Hoa Dân Quốc. Thái độ phản chiến tại Hoa Kỳ biến mất trong đêm và Hoa Kỳ đoàn kết đằng sau Roosevelt. Chính vào thời điểm này, Roosevelt đã đọc bài "Diễn văn của sự ô nhục" nổi tiếng trong đó ông nói rằng:"Ngày hôm qua, 7 tháng 12 năm 1941 — một ngày sẽ sống mãi trong sự ô nhục (Nguyên văn: Yesterday, ngày 7 tháng 12 năm 1941 — a date which will live in infamy) (vì hành động bất ngờ và tàn bạo của Nhật) — Hoa Kỳ bị lực lượng hải quân và không lực Đế quốc Nhật Bản cố ý và bất ngờ tấn công."
Tuy làn sóng giận dữ lan khắp Hoa Kỳ sau vụ tấn công Trân Châu Cảng nhưng từ đầu Roosevelt đã quyết định rằng việc đánh bại Đức Quốc xã là ưu tiên hàng đầu của Hoa Kỳ. Ngày 11 tháng 12 năm 1941, quyết định chiến lược "châu Âu trước tiên" của Hoa Kỳ được triển khai một cách dễ dàng hơn khi Đức và Ý tuyên chiến với Hoa Kỳ. Roosevelt gặp Churchill vào cuối tháng 12 và hoạch định ra một liên minh không chính thức rộng lớn hơn giữa Hoa Kỳ, Anh Quốc, Trung Hoa và Liên Xô với các mục tiêu như sau: ngăn chặn sự tiến công của Đức vào Liên Xô và Bắc Phi, mở một cuộc xâm nhập vào Tây Âu với mục tiêu đè bẹp Đức Quốc xã giữa hai mặt trận, và cứu Trung Hoa rồi đánh bại Nhật Bản.

### Giam cầm người Đức, Nhật và Ý tại Hoa Kỳ
Khi chiến tranh bắt đầu, nguy cơ bị Nhật Bản tấn công vào Tây Duyên hải đã khiến Hoa Kỳ buộc phải di dời những người gốc Nhật ra khỏi vùng duyên hải. Áp lực di dời này càng gia tăng vì mối lo sợ khủng bố, gián điệp và phá hoại. Ngày 19 tháng 2 năm 1942, Tổng thống Roosevelt ký Lệnh Hành pháp số 9066, di dời tất cả những người Nhật thuộc thế hệ di dân thứ nhất không có quốc tịch Mỹ và con cháu của họ, những người có hai quốc tịch.
Sau khi Đức Quốc xã và Phát xít Ý tuyên chiến với Hoa Kỳ vào tháng 12 năm 1941, các công dân Ý và Đức không có quốc tịch Mỹ và ủng hộ Hitler và Mussolini thường bị bắt và giam giữ.

#### Chiến lược chiến tranh

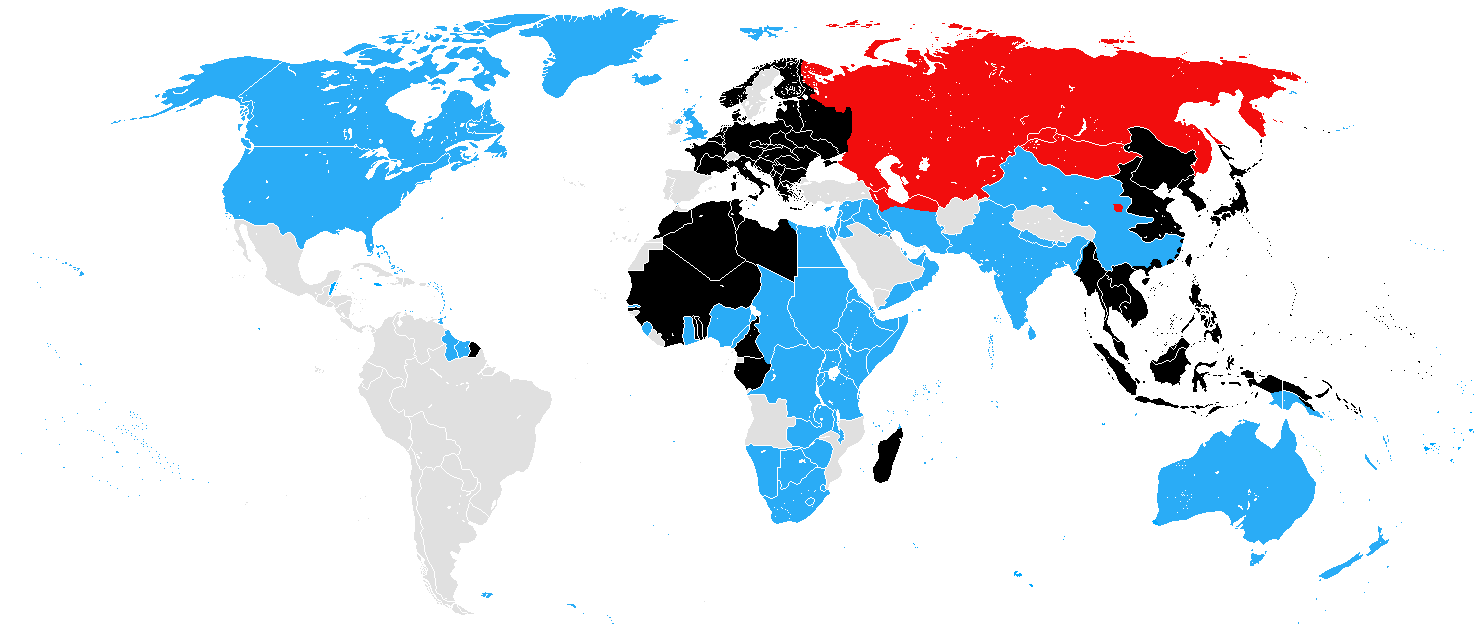
Lãnh thổ do Đồng minh kiểm soát (xanh lam và đỏ) và phe Trục (đen) vào tháng 6 năm 1942

"Bộ ba đại gia" (Roosevelt, Churchill, và Joseph Stalin) cùng với Đặc cấp Thượng tướng Tưởng Giới Thạch cùng hợp tác không chính thức mà theo đó quân Mỹ và Anh Quốc tập trung lực lượng tại phía Tây, quân Liên Xô chiến đấu ở mặt trận phía Đông, và quân Trung Hoa, Anh Quốc, Mỹ chiến đấu tại vùng Thái Bình Dương. Đồng minh hoạch định chiến lược bằng một loạt các hội nghị cấp cao cũng như liên lạc qua các kênh quân sự và ngoại giao. Roosevelt bảo đảm rằng Hoa Kỳ sẽ là "Kho thuốc súng của Dân chủ" bằng việc gởi 50 tỷ đô-la hàng viện trợ theo Đạo luật Lend Lease, chủ yếu đến Anh Quốc sau đó là Liên Xô, Trung Hoa và các lực lượng Đồng minh khác.
Roosevelt nhận thức rằng Hoa Kỳ có một ác cảm truyền thống đối với Đế quốc Anh. Trong tác phẩm One Christmas in Washington (Một giáng sinh ở thủ đô Washington), một buổi gặp mặt ăn tối giữa Roosevelt và Churchill được mô tả lại mà trong đó Roosevelt được trích dẫn nói như sau:
"Chính trong truyền thống Mỹ, sự ngờ vực này, sự không ưa thích này và thậm chí sự thù ghét Anh Quốc - Cuộc cách mạng, bạn biết đó, và năm 1812 (năm bắt đầu xảy ra đại chiến giữa Anh và Hoa Kỳ); và Ấn Độ và Chiến tranh Boer, và tất cả như thế. Dĩ nhiên cũng có nhiều thứ của người Mỹ, nhưng với tư cách là một dân tộc, một quốc gia, chúng tôi chống đối chủ nghĩa đế quốc—chúng tôi không thể dung thứ nó."
Các giới chức trong Bộ Chiến tranh Hoa Kỳ tin rằng cách nhanh nhất để đánh bại Đức là tiến công xâm nhập Pháp ngang qua Eo biển Anh (English Channel). Churchill, vì sợ cuộc xâm nhập này có thể gây nhiều thiệt hại, lại muốn cách tiến công gián tiếp hơn từ Địa Trung Hải về hướng bắc. Roosevelt bác bỏ kế hoạch này. Stalin thì chủ trương mở một mặt trận ở phía Tây vào thời điểm sớm nhất có thể vì phần lớn cuộc chiến trên bộ trong những năm 1942–44 xảy ra trên đất của Liên Xô.
Đồng minh tiến hành xâm chiếm Maroc và Algérie thuộc Pháp (Chiến dịch Torch) vào tháng 11 năm 1942, xâm chiếm Sicilia (Chiến dịch Husky) vào tháng 7 năm 1943, và xâm chiếm lục địa Ý (Chiến dịch Avalanche) vào tháng 9 năm 1943. Chiến dịch ném bom chiến lược leo thang vào năm 1944 đã cày nát tất cả các thành phố chính của Đức và cắt đứt các nguồn tiếp tế dầu. Đây là một chiến dịch Anh-Mỹ phối hợp 50-50% lực lượng. Roosevelt chọn Dwight D. Eisenhower chứ không phải George Marshall để chỉ huy cuộc tiến công xâm chiếm của Đồng minh ngang eo biển với tên gọi là Chiến dịch Overlord bắt đầu vào ngày D-Day, 6 tháng 6 năm 1944. Một số trận đánh đẫm máu nhất trong cuộc chiến đã xảy ra theo sau cuộc tiến công ngang qua eo biển. Quân Đồng Minh gặp một số thất bại khi quân Đức phản kích đánh Ardennes và Alsace tháng 12 năm 1944 – tháng 1 năm 1945. Tuy nhiên, lực lượng Anh-Mỹ-Pháp đã chặn được đà tiến công của quân Đức và tràn vào lãnh thổ Đức. Roosevelt qua đời ngày 12 tháng 4 năm 1945 vào lúc các lực lượng Đồng Minh gần tiến vào Berlin.
Trong khi đó tại Thái Bình Dương, cuộc tiến công của Nhật Bản đã lên đến phạm vi cực điểm vào tháng 6 năm 1942 khi Hải quân Hoa Kỳ đã ghi được một chiến thắng mang tính định đoạt trong Trận Midway. Khi đó, các lực lượng Úc và Mỹ bắt đầu có tiến bộ tuy đắt giá và chậm chạp bằng chiến thuật được gọi là "nhảy đảo" trong vùng Thái Bình Dương. Mục tiêu của chiến thuật này là giành lấy các căn cứ mà từ đó không lực chiến lược có thể được đưa vào phục vụ để oanh tạc đất Nhật Bản, và từ đó có thể tiến công xâm chiếm Nhật Bản sau này. Roosevelt đã nhượng bộ một phần đối với những đòi hỏi trước sau như một của công chúng và Quốc hội là phải tận lực hơn trong việc chống Nhật Bản trong khi ông luôn một mực muốn đánh bại Đức trước.

### Hội nghị thời chiến

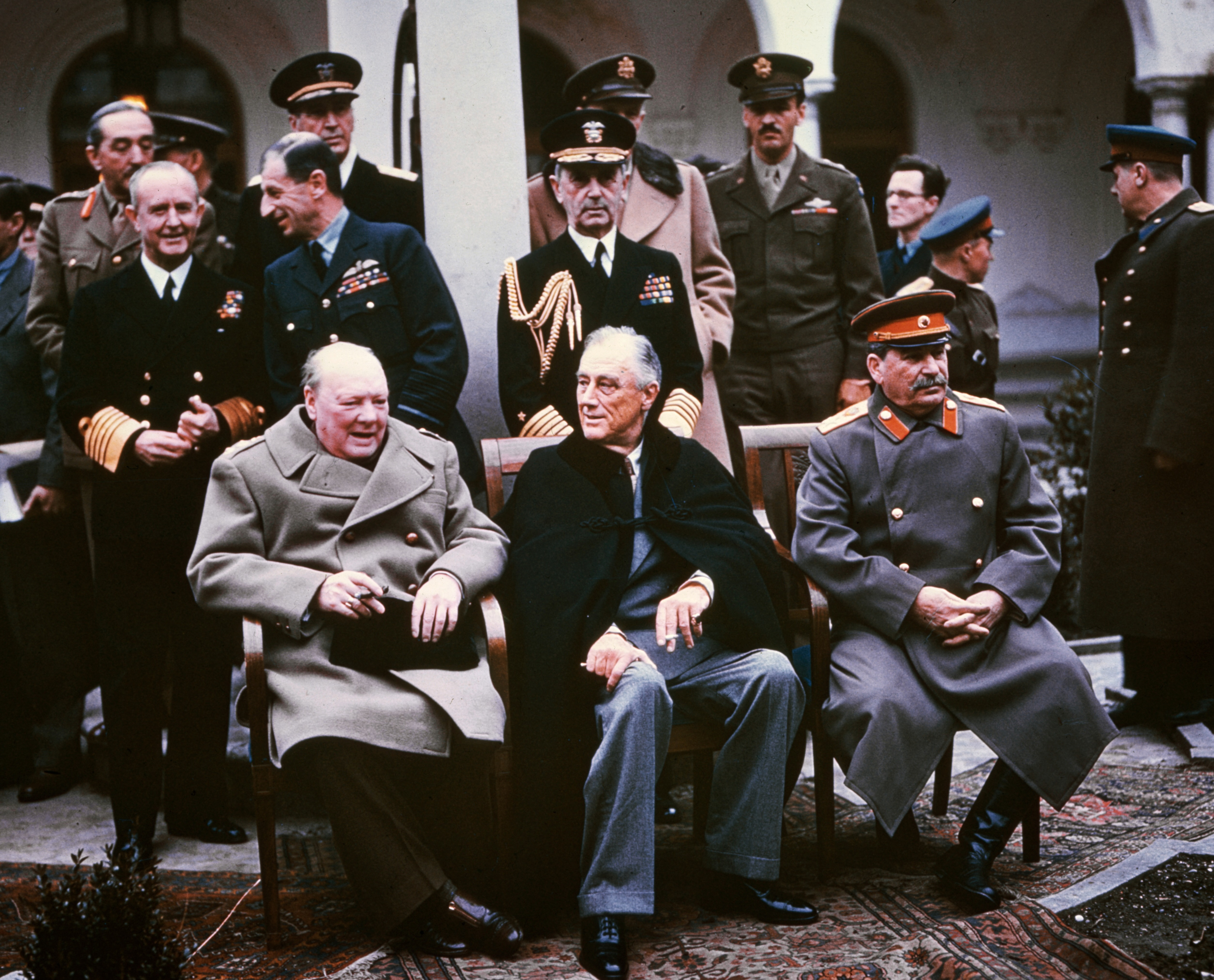
Các lãnh đạo Đồng minh "Bộ ba đại gia" (trái sang phải) tại Hội nghị Yalta tháng 2 năm 1945: Churchill, Roosevelt và Stalin.

Cuối năm 1943, thời điểm rõ ràng cho thấy rằng Đồng minh cuối cùng sẽ đánh bại hoặc ít nhất kìm chế được Đức Quốc xã. Mỗi ngày càng cho thấy những quyết định chính trị cấp cao càng trở nên quan trọng đối với diễn biến của cuộc chiến và tương lai của châu Âu thời hậu chiến. Roosevelt họp mặt với Churchill và lãnh tụ Trung Quốc Quốc dân Đảng Tưởng Giới Thạch tại Hội nghị Cairo vào tháng 11 năm 1943, và rồi sau đó đến Tehran để bàn thảo với Churchill và Stalin. Trong lúc Churchill xem Stalin là một bạo chúa khi ông cảnh báo về một mối thống trị tiềm năng độc tài của Stalin đối với châu Âu thì Roosevelt đáp lời bằng một lời tuyên bố tóm tắt lý lẽ quan hệ của ông đối với Stalin như sau: "Tôi thì có một linh cảm rằng Stalin không phải là hạng người như thế.... Tôi nghĩ rằng nếu tôi cho ông ta mọi thứ mà tôi có thể cho và không đòi hỏi ông ta cho lại cái gì, theo nghĩa vụ quý phái, ông ta sẽ không tìm cách thôn tính bất cứ mọi thứ và sẽ làm việc với tôi vì một thế giới dân chủ và hòa bình." Tại Hội nghị Tehran, Roosevelt và Churchill nói với Stalin về kế hoạch xâm chiếm nước Pháp năm 1944. Roosevelt cũng thảo luận các kế hoạch của ông nhằm thành lập một tổ chức quốc tế thời hậu chiến. Về phần mình, Stalin cứ khăng khăng đòi vẽ lại các ranh giới của Ba Lan. Stalin ủng hộ kế hoạch của Roosevelt về việc thành lập Liên Hợp Quốc và hứa tham chiến chống Nhật Bản 90 ngày sau khi Đức bị đánh bại.
Tuy nhiên vào đầu năm 1945, khi quân đội Đồng minh tiến vào Đức và lực lượng Xô Viết kiểm soát được Ba Lan, các vấn đề phải được đem ra thảo luận minh bạch. Tháng 2 năm 1945, mặc dù sức khỏe sa sút trầm trọng, Roosevelt vẫn đi đến Yalta, vùng Krym của Liên Xô, để họp bàn với Stalin và Churchill. Trong khi Roosevelt vẫn tự tin rằng Stalin sẽ giữ lời hứa cho phép các cuộc bầu cử tự do tại Đông Âu, một tháng sau khi Hội nghị Yalta kết thúc thì Đại sứ của Roosevelt tại Liên Xô là Averill Harriman điện tín cho Roosevelt biết rằng "chúng ta phải thừa nhận rõ ràng rằng chương trinh của Liên Xô là thiết lập chủ nghĩa toàn trị, chấm dứt tự do cá nhân và dân chủ như chúng ta đã biết." Hai ngày sau, Roosevelt bắt đầu thừa nhận rằng quan điểm của ông về Stalin là quá lạc quan và rằng "Averell đã nói đúng." Người Mỹ gốc Đông Âu chỉ trích Hội nghị Yalta vì đã thất bại trong việc ngăn chặn sự thành lập Khối Đông Âu.

### Bầu cử 1944
Roosevelt bắt đầu tuổi 62 vào năm 1944. Sức khỏe của ông càng xuống thấp, ít nhất là từ năm 1940. Trạng thái căng thẳng của bệnh bại liệt và sự gắng sức chịu đựng của ông trong suốt trên 20 năm cộng thêm những năm làm việc căng thẳng và cả đời hút thuốc đã làm hao mòn sức khỏe của ông. Vào thời gian này, Roosevelt bị nhiều thứ bệnh tật trong đó có bệnh cao máu, phổi thủng, xơ vữa động mạch và các bệnh về tim mạch. Mặc dù chưa được xác nhận và công chúng không hề hay biết, có tin lan truyền rằng ông cũng bị mổ để lấy khối u ác tính phía trên mắt trái. Bác sĩ Emanuel Libman, lúc đó là phụ tá nghiên cứu bệnh học ở Bệnh viện Núi Sinai tại Thành phố New York có nói như sau vào năm 1944: "Không cần biết Roosevelt có được tái đắc cử hay không thì ông cũng sẽ chết vì chảy máu vỏ não trong vòng 6 tháng" (đúng như vậy ông mất chỉ 5 tháng sau đó).
Biết rõ nguy cơ là Roosevelt sẽ chết trong nhiệm kỳ thứ tư nên các Đảng viên thường trực của Đảng Dân chủ cứ một mực muốn bỏ Phó Tổng thống Henry A. Wallace vì ông được cho là thân Liên Xô. Sau khi xem xét qua James F. Byrnes của tiểu bang Nam Carolina, rồi bị Thống đốc Indiana là Henry F. Schricker từ chối, Roosevelt thay thế Wallace bằng một thượng nghị sĩ ít tiếng tăm là Harry S. Truman. Trong cuộc bầu cử tổng thống năm 1944, liên danh Roosevelt và Truman thắng 53% phiếu bầu phổ thông và thắng tại 36 tiểu bang chống lại đối thủ là Thống đốc New York, Thomas E. Dewey.

#### Qua đời (1945)
Tổng thống Roosevelt rời Hội nghị Yalta ngày 12 tháng 2 năm 1945, bay đến Ai Cập và lên chiếc tuần dương hạm USS Quincy đang hoạt động trên Hồ Great Bitter gần Kênh đào Suez. Ngày hôm sau, trên tuần dương hạm Quincy, ông gặp Quốc vương Ai Cập là Farouk I và Hoàng đế Ethiopia là Haile Selassie. Vào ngày 14 tháng 2, ông mở một cuộc họp lịch sử với vua Abdulaziz - vị vua khai quốc của Ả Rập Xê Út. Đây là một cuộc họp mang ý nghĩa trọng đại trong quan hệ ngoại giao giữa Hoa Kỳ và Ả Rập Xê Út thậm chí cho đến ngày nay. Sau một cuộc họp cuối cùng giữa F.D.Roosevelt và Thủ tướng Anh Quốc Winston Churchill, USS Quincy khởi hành đi Algérie và đến nơi ngày 18 tháng 2. Ngày hôm đó, Roosevelt hội ý với các đại sứ Mỹ đặc trách Anh Quốc, Pháp và Ý. Tại Yalta, Lord Moran, y sĩ của Winston Churchill, nói về bệnh tình của Roosevelt như sau: "Bệnh tình của ông rất là nặng. Ông có tất cả triệu chứng của bệnh xơ cứng mạch máu não trong thời kỳ cuối, vì vậy tôi cho rằng ông chỉ còn sống được vài tháng".

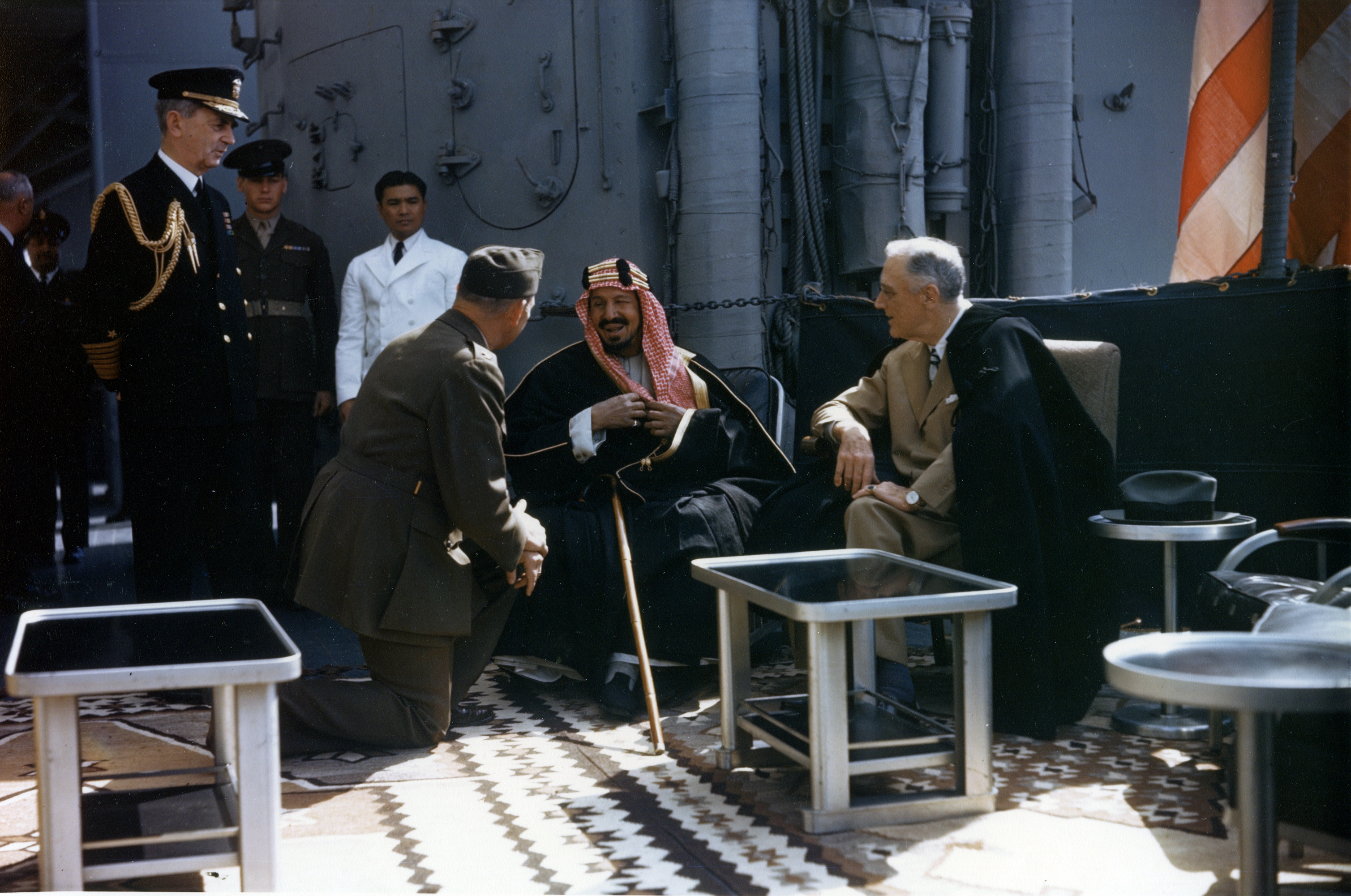
Roosevelt hội kiến với Vua Abdulaziz của Ả Rập Xê Út trên chiến hạm USS Quincy trên Hồ Great Bitter

Khi ông trở về Hoa Kỳ, ông đọc diễn văn trước Quốc hội ngày 1 tháng 3 về Hội nghị Yalta, và nhiều người đã phải giật mình khi nhận thấy ông trông rất già và ốm yếu. Ông phải ngồi để đọc diễn văn trong Quốc hội. Đây là một điều nhượng bộ của ông chưa từng có trước đây đối với sự bất lực của cơ thể mình (ông mở đầu bài diễn văn bằng lời nói như sau: "Tôi hy vọng mọi người sẽ tha thứ cho tôi vì phải ngồi đây một cách bất thường để diễn thuyết những gì tôi muốn nói, nhưng...nó giúp cho tôi dễ dàng hơn khi không phải đeo khoảng 10 pound thép quanh phía dưới chân tôi." Đây là lần duy nhất ông nhắc đến sự tàn phế của mình trước đám đông). Nhưng tinh thần của ông vẫn hoàn toàn tỉnh táo. "Hội nghị Crimean", ông nhấn mạnh, "phải nêu rõ mục tiêu kết thúc một hệ thống hành động đơn phương, những liên minh biệt lập, những khu vực ảnh hưởng, những cán cân quyền lực, và tất cả những mưu mô khác đã được thử nghiệm hàng thế kỷ qua – và luôn bị thất bại. Chúng ta đề nghị thay thế tất cả những thứ này bằng một tổ chức toàn cầu mà ở đó tất cả các quốc gia yêu chuộng hòa bình cuối cùng có cơ hội tham gia vào."
Suốt tháng 3 năm 1945, ông gửi các thông điệp đến Stalin với những lời lẽ đanh thép, tố cáo Stalin phá vỡ những thỏa thuận thực thi của vị lãnh tụ Liên Xô tại Hội nghị Yalta về Ba Lan, Đức, tù binh, và các vấn đề khác. Khi Stalin tố cáo Đồng minh phương Tây đang mưu toan tìm kiếm hòa bình riêng với Hitler phía sau lưng vị lãnh tụ này, Roosevelt trả lời rằng: "Tôi không thể nào mà không có một cảm giác tức giận đối với những người chỉ điểm cho ông, bất cứ họ là ai, vì đã diễn đạt lại sai một cách đê hèn như thế về những hành động của tôi hay hành động của những thuộc cấp đáng tin của tôi."

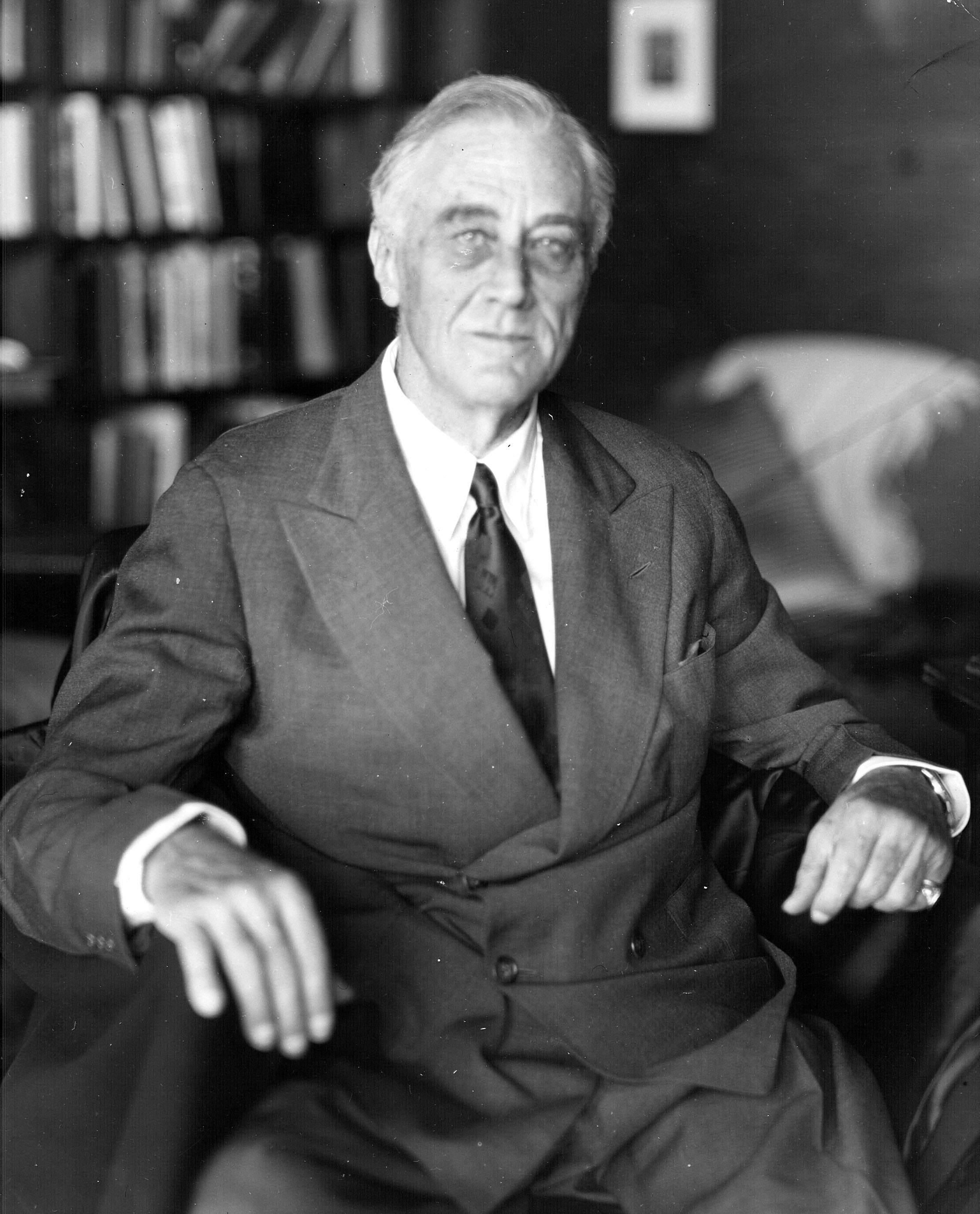
Đây là bức ảnh cuối cùng của Roosevelt, chụp ngày 11 tháng 4 năm 1945, một ngày trước khi ông qua đời vì xuất huyết não

Ngày 29 tháng 3 năm 1945, Roosevelt đến Warm Springs để nghỉ ngơi trước khi ông xuất hiện tại hội nghị thành lập Liên Hợp Quốc. Vào trưa ngày 12 tháng 4, Roosevelt nói: "Tôi hơi bị đau phía sau đầu". Ông liền ngồi sụp xuống chiếc ghế của mình, bất tỉnh, và được mang vào phòng ngủ của ông. Bác sĩ tim trực bên cạnh tổng thống là Howard Bruenn đã chẩn đoán cho ông và cho biết là tổng thống bị chứng chảy máu não (đột quy). Lúc 3:35 chiều cùng ngày, Roosevelt qua đời. Giống như sau này Allen Drury có nói, "như thế là kết thúc một thời đại, vì thế bắt đầu một thời đại mới." Sau khi Roosevelt qua đời, một bài xã luận của tờ Thời báo New York tuyên bố, "Con người sẽ quỳ gối để cảm ơn Thượng đế một trăm năm kể từ bây giờ vì Franklin D. Roosevelt đã ở trong Nhà Trắng".

Vào lúc ngã bất tỉnh, Roosevelt đang ngồi cho họa sĩ Elizabeth Shoumatoff vẽ chân dung ông. Bức họa này được biết với cái tên nổi tiếng là Chân dung chưa hoàn chỉnh của Franklin D. Roosevelt. 

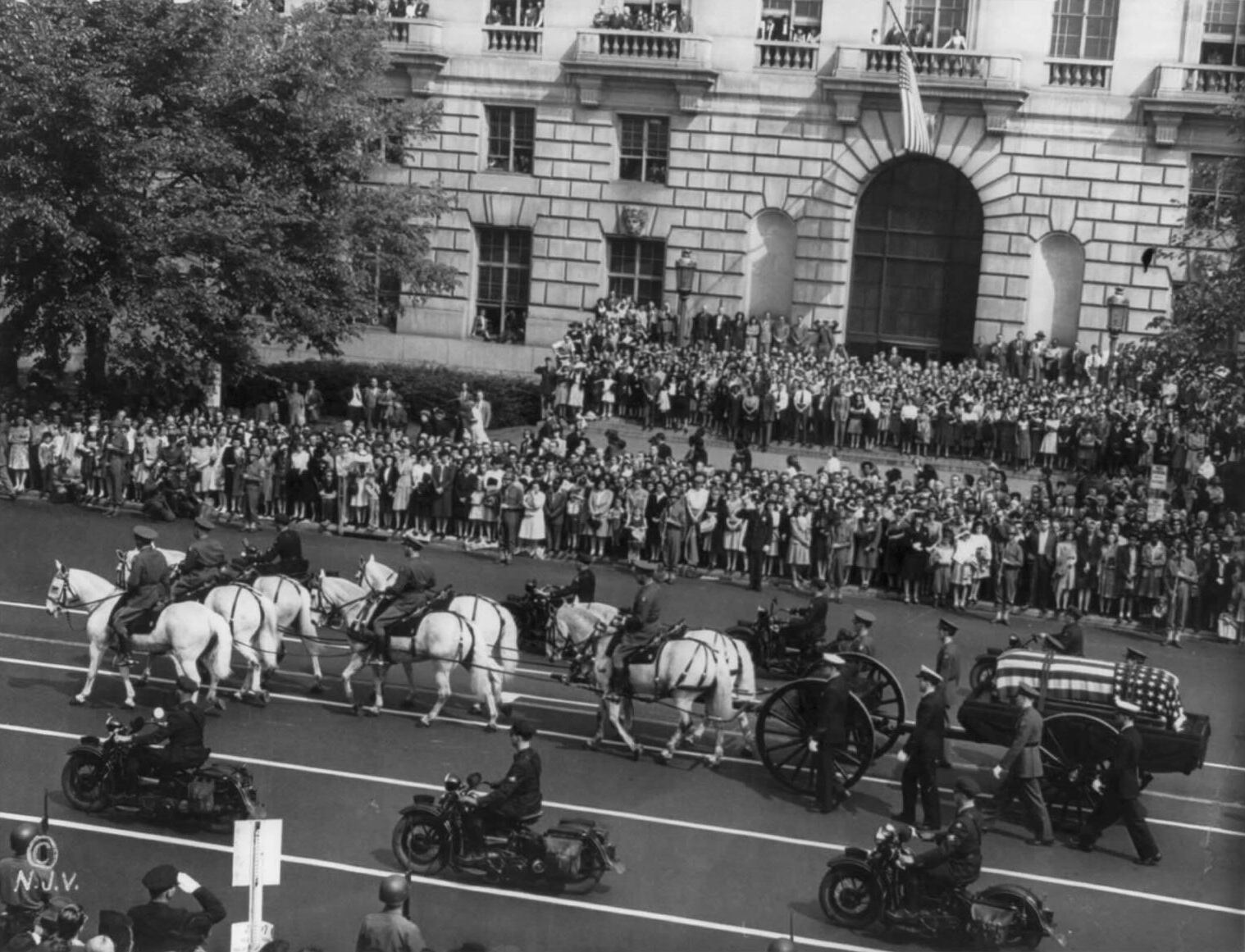
Cỗ quan tài của Roosevelt được ngựa kéo đang đi xuống Đại lộ Pennsylvania vào ngày đám tang ông.

Trong những năm sau cùng của ông tại Nhà Trắng, Roosevelt ngày càng làm việc quá sức và con gái ông, Anna Roosevelt Boettiger phải dọn vào ở gần bên ông để hỗ trợ. Anna cũng sắp xếp cho cha của bà gặp mặt người tình cũ của ông là bà Lucy Mercer Rutherfurd, lúc đó đang là quả phụ. Shoumatoff, người duy trì mối quan hệ thân với cả Roosevelt và Mercer, đã vội vã đưa Mercer đi khỏi để tránh tai tiếng. Khi Eleanor biết chồng của bà mất, bà cũng nghe được tin tức nói rằng Anna đã sắp xếp các cuộc gặp gỡ cho Roosevelt gặp Mercer và rằng Mercer đã ở bên cạnh ông lúc ông mất.
Vào ngày 13 tháng 4, xác của Roosevelt được đặt trong một cỗ quan tài có quấn quốc kỳ Mỹ và được đưa lên xe lửa tổng thống. Sau lễ tang tại Nhà Trắng ngày 14 tháng 4, Roosevelt được đưa về thị trấn Hyde Park bằng xe lửa, được bốn binh sĩ của Lục quân, Hải quân, Thủy quân lục chiến và Tuần duyên canh giữ. Theo di chúc của ông, Roosevelt được chôn cất trong vườn hồng của ngôi nhà gia đình Roosevelt (nay được gọi là Home of Franklin D. Roosevelt National Historic Site, tạm dịch là Di tích Lịch sử Quốc gia Nhà của Franklin D. Roosevelt) ở thị trấn Hyde Park ngày 15 tháng 4. Sau khi vợ ông qua đời tháng 11 năm 1962, bà được chôn cất bên cạnh ông.
Cái chết của Roosevelt đã gây sốc và thương tiếc khắp toàn quốc Hoa Kỳ cũng như khắp thế giới. Công chúng đã không hay biết gì về sức khỏe ngày càng sa sút của ông trước đó. Roosevelt đã làm tổng thống trên 12 năm, dài hơn hẳn bất cứ vị tổng thống nào. Ông đã dẫn dắt Hoa Kỳ vượt qua một số các cuộc khủng hoảng lớn nhất của Hoa Kỳ cho đến khi Đức Quốc xã gần như bị đánh bại và sự bại trận của Nhật Bản cũng đang trong tầm nhìn thấy được. Khi hay tin Roosevelt qua đời thì Bộ trưởng Bộ Tuyên truyền Đức Quốc xã là Paul Joseph Göbbels trở nên vui sướng, ông ta nghĩ rằng năm 1945 sẽ là năm phát xít Đức lấy lại thế thượng phong (xem thêm bài Phép lạ của Nhà Brandenburg). Ông ta ra lệnh cho mang rượu sâm-banh đến và còn gọi điện đến Quốc trưởng Adolf Hitler:
| “                     | Thưa Quốc trưởng, tôi xin hoan nghênh Ngài. Roosevelt chết rồi! Vận mệnh đã quật ngã kẻ thù lợi hại nhất của Ngài. Thiên Chúa đã không bỏ rơi chúng ta. | ” |
| — Paul Joseph Göbbels | |   |

Nhưng gần 1 tháng sau khi F. D. Roosevelt mất, vào ngày 8 tháng 5, cái giây phút mà ông tranh đấu đã đến: đó là Ngày chiến thắng. Tổng thống Harry Truman, bước sang tuổi 61 vào ngày hôm đó, đã dành trọn Ngày Chiến thắng và các buổi lễ mừng của nó để hồi tưởng về Roosevelt cũng như ra lệnh toàn quốc treo cờ rủ suốt những ngày còn lại của khoảng thời gian 30 ngày tang để tỏ lòng tôn kính đến sự đóng góp của Roosevelt trong việc kết thúc chiến tranh tại châu Âu.
Cái chết của Roosevelt đã miễn trừ cho ông cái khoảnh khắc quyết định là có nên sử dụng bom nguyên tử hay không và việc quyết định này bây giờ được đặt lên người của Tổng thống Truman. Có nhiều yếu tố đã gây ảnh hưởng đến quyết định sử dụng bom nguyên tử của Tổng thống Truman trong đó có sự cố vấn của các nhà lãnh đạo quân sự và chính trị. Họ đại diện một tiếng nói chung của công chúng Mỹ đang trông mong kết thúc chiến tranh và sự khả dĩ giành một chiến thắng nhanh chóng chống Đế quốc Nhật Bản.

## Vấn đề nhân quyền
Hồ sơ nhân quyền của Roosevelt đã và đang là đề tài của nhiều tranh cãi. Đối với những nhóm người thiểu số lớn, đặc biệt là người Mỹ gốc châu Phi, người Công giáo, và người Do Thái, ông là người hùng và ông đã thành công cao độ trong việc lôi cuốn đa số cử tri từ các nhóm vừa kể thành liên minh New Deal của ông.
Người Mỹ gốc châu Phi và người bản thổ Mỹ có cuộc sống ổn định nhờ vào các chương trình cứu trợ New Deal. Sitkoff (1978) tường trình rằng Cơ quan Quản trị Tiến triển Xây dựng Công chánh (WPA) "đã cung cấp một sàn kinh tế cho toàn cộng đồng người da màu trong thập niên 1930, có thể nói đáng so sánh với cả ngành nông nghiệp và dịch vụ giúp việc nhà trong vai trò là nguồn thu nhập chính".
Vì Roosevelt cần sự ủng hộ của các Đảng viên Dân chủ miền Nam Hoa Kỳ cho các chương trình thuộc New Deal nên ông đã quyết định không hối thúc đưa ra quy trình làm luật chống "lynching" (là hình thức giết người không qua xét xử, được thực hiện bởi một nhóm người, thường là treo cổ nạn nhân). Ông sợ một hành động như thế có thể đe dọa đến khả năng thông qua các chương trình ưu tiên cao nhất của ông - cho dù ông đã lên án "lynching" như là một hình thức hợp tác giết người hèn hạ".
Sử gia Kevin J. McMahon cho rằng các bước dài tiến triển trong thời kỳ này đã là nền tảng cho phong trào nhân quyền của người Mỹ gốc châu Phi. Trong Bộ Tư pháp của chính phủ Roosevelt, Bộ phận Nhân quyền cùng làm việc bên cạnh với Hội Quốc gia vì Tiến bộ của Người da màu (NAACP). Roosevelt làm việc với các nhóm nhân quyền khác trong các trường hợp đối phó với sự hung bạo của cảnh sát, các vụ hợp tác hành quyết nạn nhân, và các vụ vi phạm quyền đầu phiếu. Người ta cho rằng các hành động này đã gởi một thông điệp mãnh liệt đến những kẻ theo chủ nghĩa da trắng ưu việt (white supremacist) ở miền Nam Hoa Kỳ và các đồng minh chính trị của bọn họ ở thủ đô Washington.
Bắt đầu vào thập niên 1960, FDR bị buộc tội là đã không hành động đủ quyết đoán để đề phòng hoặc ngăn chặn được cái mà người ta gọi là Holocaust (hủy diệt con người). Những người chỉ trích kể ra một số trường hợp, thí dụ như tình tiết năm 1939 mà qua đó có 936 người tỵ nạn Do Thái trên chiếc tàu SS St. Louis bị từ chối nhận vào nương náu tại Hoa Kỳ vì các luật hạn chế mà Quốc hội thông qua.
Roosevelt đã không sẵn lòng bãi bỏ lệnh cách ly chủng tộc trong quân đội. Tuy nhiên vào ngày 25 tháng 6 năm 1941, Roosevelt ký ban hành Lệnh Hành pháp số 8802, nghiêm cấm kỳ thị dựa vào "chủng tộc, tín ngưỡng, màu da, hay nguồn gốc quốc gia" trong việc thê mướn công nhân làm việc trong các ngành công nghiệp có liên quan đến quốc phòng.

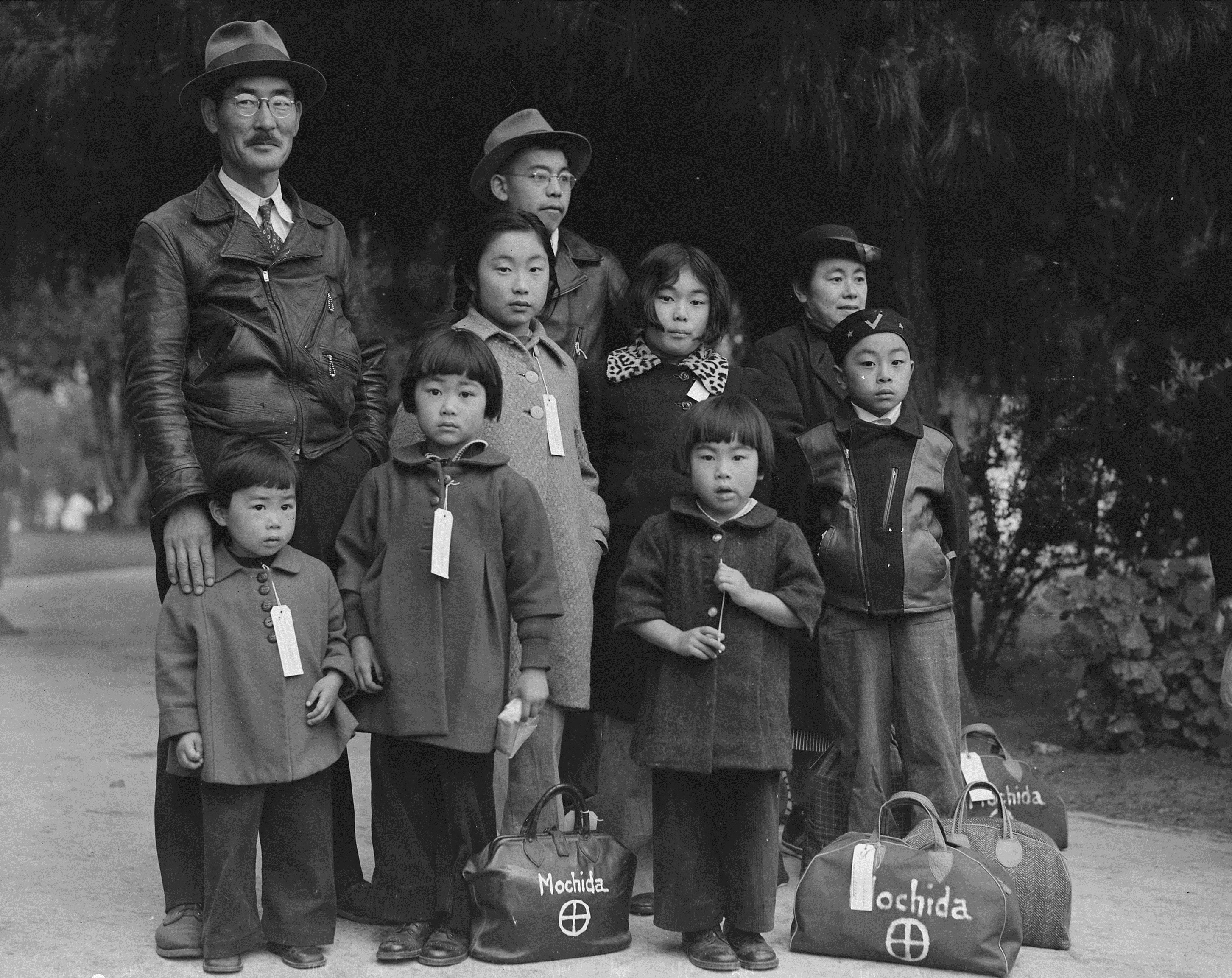
Người lớn và trẻ em người Mỹ gốc Nhật bị gởi vào các trại tập trung (Hình của nhiếp ảnh gia Dorothea Lange, Hayward, California năm 1942)

Những công dân thuộc quốc gia thù địch đang sống tại Hoa Kỳ và những người có tổ tiên Nhật Bản có cuộc sống rất bấp bênh. Ngày 19 tháng 2 năm 1942, Roosevelt đưa ra Lệnh Hành pháp số 9066, được áp dụng đối với mọi người bị xếp loại là những người thuộc quốc gia thù địch, bao gồm những người có hai quốc tịch đang sống trong những vùng được cho là có nguy cơ cao mà bao trùm phần lớn các thành phố tại Tây Duyên hải Hoa Kỳ. Khi Hoa Kỳ đang có chiến tranh với Ý, khoảng 600.000 thường trú nhân gốc Ý (công dân Ý không có quốc tịch Mỹ) bị giới hạn việc đi lại; sự giới hạn này được bãi bỏ vào tháng 10 năm 1942.
Khoảng 120.000 người gốc Nhật bị buộc phải rời Tây Duyên hải. Từ năm 1942 đến 1945, họ sống trong các trại tập trung phía bên trong đất liền. Những người gốc Nhật khác sống bên ngoài Tây Duyên hải và tại Lãnh thổ Hawaii không bị ảnh hưởng.

## Di sản

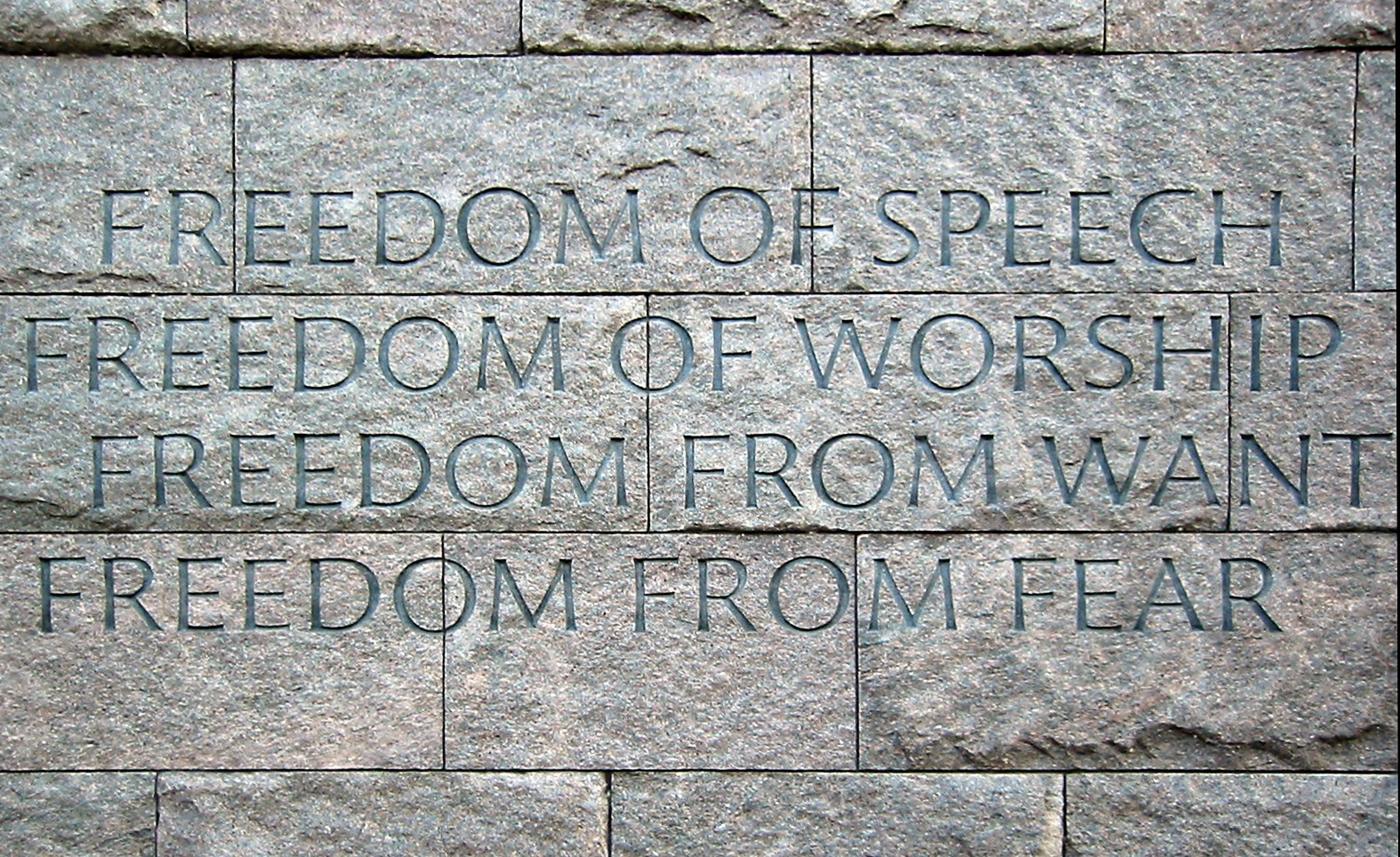
"Bốn quyền tự do" được khắc trên một bức tường của Đài tưởng niệm Franklin Delano Roosevelt
tại thủ đô Washington

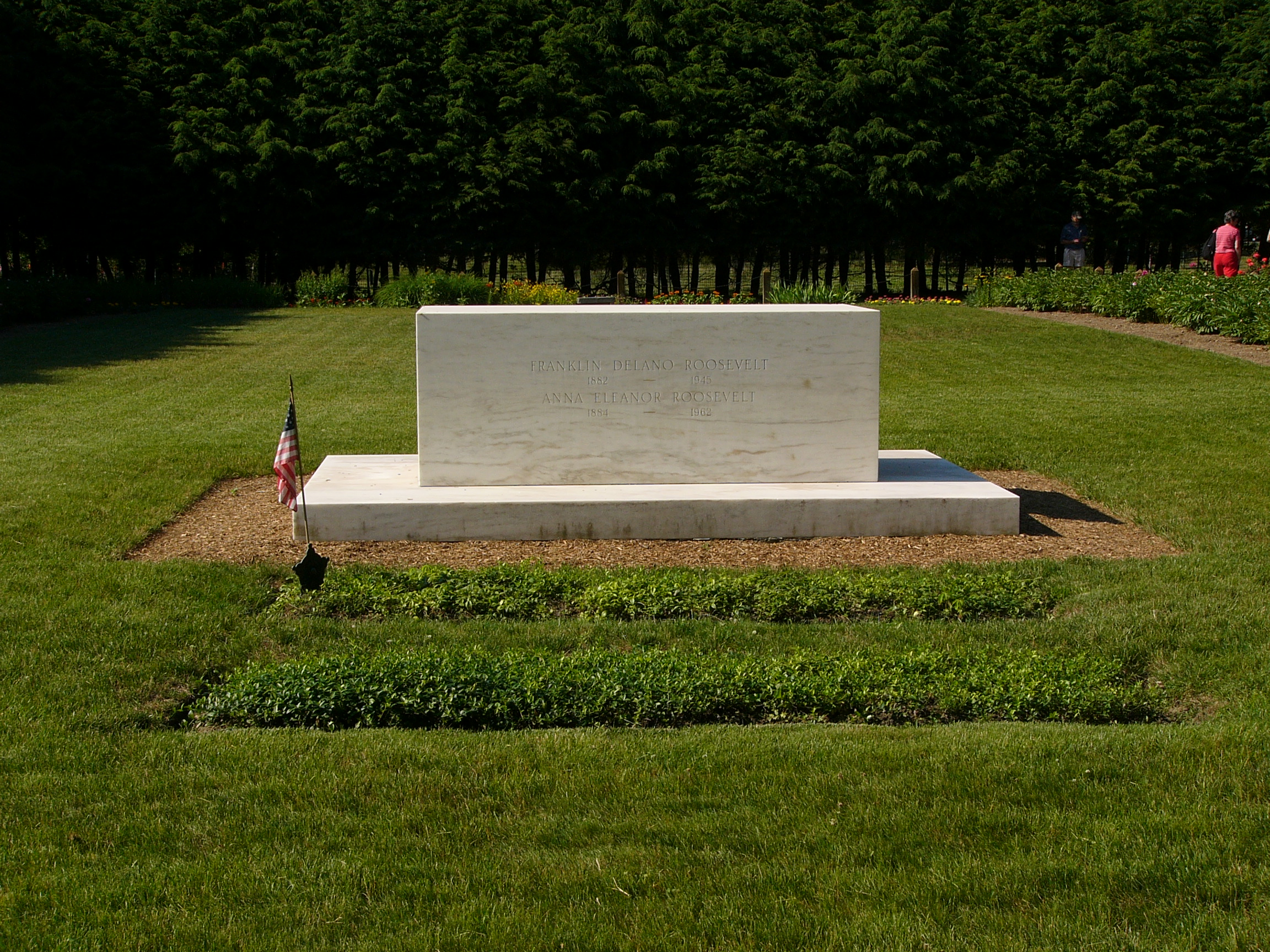
Nơi mộ phần của Franklin và phu nhân Eleanor trong vườn hồng tại ngôi nhà của họ ở thị trấn Hyde Park.

Một cuộc thăm dò, được kênh truyền hình cáp C-SPAN tiến hành năm 1999, cho thấy rằng có một số đông các sử gia khoa bảng xem Abraham Lincoln, George Washington và Franklin Roosevelt là ba tổng thống vĩ đại nhất, giống như kết quả của các cuộc thăm dò khác. Roosevelt là nhân vật thế giới được công dân Hoa Kỳ kính phục đứng hạng sáu tính từ thế kỷ XX theo cuộc thăm dò của Gallup.
Cả trong suốt và sau các nhiệm kỳ của ông, những người chỉ trích Roosevelt đã đặt ra nhiều câu hỏi không chỉ gồm các chính sách và lập trường của ông mà còn có sự củng cố quyền lực của ông vì thời gian dài làm tổng thống, sự phục vụ của ông qua hai cuộc khủng hoảng lớn, và sự ủng hộ lớn lao của công chúng dành cho ông. Việc mở rộng nhanh chóng các chương trình của chính phủ xảy ra trong nhiệm kỳ của Roosevelt đã tái định nghĩa vai trò của chính phủ tại Hoa Kỳ, và chủ trương của Roosevelt về các chương trình xã hội của chính phủ là công cụ trong việc tái định nghĩa chủ nghĩa tự do cho các thế hệ kế tục.
Roosevelt đã thiết lập vững chắc vị thế lãnh đạo của Hoa Kỳ trên sân khấu thế giới với những tuyên ngôn như trong diễn văn "Bốn Tự do" của ông, tao ra một nền tảng cơ bản cho vai trò tích cực của Hoa Kỳ trongChiến tranh thế giới thứ hai và sau đó.
Năm 1945, Roosevelt được sử gia Na Uy, Halvdan Koht nhắc đến là một trong số 7 người hội đủ điều kiện để được đề cử nhận Giải Nobel Hòa bình. Tuy nhiên, sử gia này lại không đề cử bất cứ ai. Người thật sự được đề cử là Cordell Hull.
Sau khi Franklin qua đời, Eleanor Roosevelt tiếp tục hiện diện miễn cưỡng trong nền chính trị thế giới và Hoa Kỳ, phục vụ với tư cách một đại biểu dự hội nghị thành lập Liên Hợp Quốc và tiên phong tranh đấu cho nhân quyền. Nhiều thành viên chính phủ của ông đã đóng vai trò lãnh đạo trong các chính phủ tiếp theo của các tổng thống Truman, Kennedy và Johnson. Mỗi vị tổng thống này đều tiếp tục ôm ấp di sản chính trị của Roosevelt.
Ngôi nhà của Roosevelt tại thị trấn Hyde Park hiện nay là một di tích lịch sử quốc gia và là thư viện tổng thống. Nơi nghỉ ngơi miền quê của ông ở Warm Springs, tiểu bang Georgia hiện nay là một bảo tàng do tiểu bang Georgia điều hành. Nơi nghỉ ngơi mùa hè của ông trên Đảo Campobello được cả hai chính phủ Hoa Kỳ và Canada bảo trì, có tên gọi là Công viên Quốc tế Roosevelt Campobello; hòn đảo này có lối vào qua ngã Cầu Franklin Delano Roosevelt.
Đài tưởng niệm Franklin Delano Roosevelt nằm ở thủ đô Washington, D.C. bên cạnh Đài tưởng niệm Jefferson trên Hồ nước Tidal. Hình của Roosevelt có in trên tiền kim loại 10 xu đô-la. Nhiều công viên, trường học cũng như một hàng không mẫu hạm, một trạm xe điện ngầm ở Paris và hàng trăm con đường hay quảng trường khắp nước Mỹ và thế giới được đặt tên ông để vinh danh.
Phản ánh về những năm tháng Roosevelt làm tổng thống, người viết tiểu sử về ông, Jean Edward Smith vào năm 2007 có nói: "Điều gì đã đưa Hoa Kỳ qua Đại khủng hoảng và Chiến tranh thế giới thứ hai đến tương lai thịnh vượng", "Ông đã tự nhấc người lên khỏi chiếc xe lăn để nhấc bổng quốc gia này lên khi nó đang ở trong tư thế quỳ gối."

## Ủng hộ viên của Hướng đạo
Roosevelt là một người rất tích cực ủng hộ hướng đạo, bắt đầu từ năm 1915. Năm 1924, ông trở thành chủ tịch Quỹ hội Hướng đạo Thành phố New York và lãnh đạo việc thành lập Trại Hướng đạo Sông Ten Mile từ năm 1924–1928 để phục vụ các hướng đạo sinh của Thành phố New York. Khi làm thống đốc năm 1930, Hội Nam Hướng đạo Mỹ (BSA) đã vinh danh ông bằng giải thưởng cao nhất của họ dành cho người lớn, đó là Giải Trâu Bạc được tặng thưởng để ghi công sự đóng góp ủng hộ xuất sắc mà người được tặng thưởng dành cho giới trẻ trên cấp bậc quốc gia. Sau này, khi làm tổng thống, Roosevelt là chủ tịch vinh dự của Hội Nam Hướng đạo Mỹ và tham dự trại họp bạn toàn quốc đầu tiên được tổ chức tại Washington, D.C. năm 1937.

## Nhà sưu tầm tem
Roosevelt là một người rất thích sưu tầm tem. Sự việc giới truyền thông đăng tải tin các hoạt động sưu tầm tem của ông đã giúp phổ biến nó thành một sở thích. Trong suốt thời làm tổng thống, chính Roosevelt đã đích thân chấp thuận các mẫu tem mới của Hoa Kỳ, tổng cộng khoảng 200 mẫu tem. Một số tem được in từ các hình vẽ của chính cá nhân ông. Một số tem được phát hành để đánh dấu những sự kiện và ngày lễ công cộng. Roosevelt bổ nhiệm James Farley làm Bộ trưởng Bưu điện Hoa Kỳ, và chính Farley đã gia tăng con số phát hành tem kỷ niệm hàng năm và tạo ra nhiều bộ tem khác, giúp phổ biến rộng rãi hơn môn giải trí sưu tầm thú vị này.
Bản thân Roosevelt đã được Bưu điện Hoa Kỳ vinh danh bằng một con tem giá 6 xu đô-la thuộc bộ tem phát hành vinh danh những người Mỹ nổi tiếng (1965-1978).